# クイズマジックアカデミーのクイズ概要
クイズマジックアカデミーのクイズ概要（クイズマジックアカデミーのクイズがいよう）では、コナミのアーケードゲーム『クイズマジックアカデミー（以下QMA）』シリーズ（家庭用、携帯電話・スマートフォンアプリ含む）で出題されるクイズについて解説する。
以下、一部タイトルを以下のように略す。
- QMAトーキョーグリモワール（アーケード12作目）：QMATG
- QMA THE WORLD EVOLVE（アーケード13作目）：QMAEVO
- QMA MAXIVCORD（アーケード14作目）：QMAXIV
- QMA軌跡の交叉-Xross Voyage-（アーケード15作目）：QMAXV

## 概要
これまでのクイズゲームの主流であった単純な択一式問題以外にも、タッチパネルを利用した当てずっぽうで正解するのが困難な出題方法、QMA2より「○○の△△は◇◇ですが…」というひっかけや、同じ書き出しでも出題するたびに問題が分岐するなどゲーム性に富んでおり、プレイヤーの思考力が問われる。
制限時間
QMA2以降のトーナメントモードでは原則1問につき20秒。多答リレークイズを除きどの方式でも制限時間いっぱいまで全プレイヤーに解答権が保証されているが、早押しクイズの要素もあり、ある一定時間（詳細）を過ぎると正解しても獲得点数は減点され、制限時間ギリギリ一杯に解答すると満点の半分の点数（最上位組の場合）しかもらえない。
正解表示
誤答後の正答表示はQMA輝望の刻（アーケード16作目）でのハイグレードモデルのHGプレミアムプレー時を除き原則行われない（QMA暁の鐘（アーケード11作目）以降の予習・復習では誤答時に正解表示が行われる。QMA天の学舎（アーケード10作目）以前も条件を満たせば表示される）。
問題数
QMA2では問題が一新され、クイズ王を輩出したセブンデイズウォー（大門弘樹、久保隆二ら数名のクイズ作家）によって作成・監修されるようになった。また、QMA3からは過去の問題が次回作にも持ち越されるようになり、QMA2では約30,000問だった問題が、QMA3ではQMA2の問題と合わせ推定で約60,000問、QMA5では稼動開始時点で100,000問を突破したと公式サイトでアナウンスされ、以降も1年ごとに約2万問のペースで問題数が増加しており、2012年11月1日にギネス世界記録に認定された収録問題数は197,429問となっている。
家庭用『クイズマジックアカデミーDS』（以下QMADS）では約70,000問、『クイズマジックアカデミーDS 〜二つの時空石〜』（以下QMADS2）は約80,000問が収録されている。同時期のアーケード版より少ない理由として、スポーツ選手の所属チームに関する問題など、時事問題への対応が難しい問題の収録が見送られていることがあげられる。
最新の時事を扱う問題も多数配信されているのも特徴で、QMA5までは新しい問題は約1ヶ月に1度のペースで行われるオンラインアップデートにより配信・修正されていたが（QMA3以降は週ごとに1ジャンルの新問題が解禁される方式だが、更新は約1ヶ月に1度のバージョンアップのタイミングでしか行われない）、QMA6からはニュースクイズと銘打ち、毎週1回の新問配信と問題更新が行われるようになった（ニュースクイズの表示はMAXIVCORD（以下QMAXIV）まで）。
QMA1では一時期、一般プレイヤーから四択クイズと連想クイズの問題の公募も行われたが、投稿された問題に難問が多く、また検証作業に時間がかかるなどバランスを欠く事態が発生した。QMA2以降アーケード版では問題の公募は行われていないが、QMADSにおいて四択クイズの公募が行われた例がある。
難易度
難易度は各ジャンル5段階（QMA1では3段階。予習時では星（☆）の数で示される。これとは別にEASY（☆1-3）・NORMAL（☆2-4）・HARD（☆3-5）の3段階の分類もある）に分けられ、小学校の教科書レベルの簡単なものから、大学の専門科目レベルのものや、特定ジャンルのマニアでないと正答できない難問まで存在し、幅広い。
星3つは『パネルクイズ アタック25』でもっとも難しい問題を基準にしており、ここまでは一般教養の範囲。ただし、アニメ＆ゲームはテレビ番組では滅多に出題されないため、独自の基準で設定している。星4つ以上は俄然難しくなり、高度な専門レベル、あるいはマニアックな問題となって行く。また、大門によると、「日本人として、解いて欲しい」「義務教育の子供と話をするときに、これは教えられたほうが良い」と判断した問題は、正解率が低くても星3つに据え置いている。
QMA賢者の扉のアカデミーアドベンチャーや、QMAXIV以降のリコードアリーナでは比較的易しいクイズ問題（EASY相当）が出題される。
表示形式
問題文は最大4行×全角15文字（引っ掛けで問題文がスクロールする場合は引っ掛け前と後それぞれ4行ずつ、問題文部分に画像を使った問題及びエフェクト・キューブはQMA1は1行、QMA2以降は2行）で1番文字が長い行にあわせた中央揃え（QMA4以降の連想は各行中央揃え）で表示される。QMA1では左から右にゆっくり表示されるパターン・問題文が右から左に1行ずつ表示されるパターン・右から左にゆっくり表示するパターンの3つが存在したが、QMA2以降は一部モードを除き左から右に表示されるパターンのみとなっている。
他のプレイヤーの解答は画像タッチ・協力クイズを除きフキダシに表示される。規定時間内に解答しなかった場合、「時間切れ」と表示される。また、「OK」ボタンで解答を確定する必要のある形式で、何も解答を入れずに「OK」を押した場合は、「・・・・・・・・」もしくは空白で表示される。

## 出題形式
以下、出題形式について解説する。
- 出題形式の掲載順は以下の通り。
  1. QMA暁の鐘の予習及びトーナメント☆マジバトル決勝で選べる個別形式
  2. 形式単体では選べないがランダム・サブジャンルで出題される可能性のある形式（画像タッチ）
  3. サブジャンル（テーマ別ランダム）
  4. ランダム
  5. 形式単体で選べず、予習および決勝で選択できないが、予選で出題される形式（早い者勝ち・一方通行）
  6. QMA天の学舎まで・QMAXV以降の協力プレー（QMAXIVの協力イベント含む）のみで出題された形式
  7. QMA天の学舎まで以前の全国オンライントーナメントでも出題される形式・カテゴリ

  - 個別形式の順番はゲーム上の形式選択画面で左にあるもの優先。次いで上にあるもの優先。
- QMADSの出題パターンはQMA4に、QMADS2はQMA6のカテゴリ準拠。
- 形式制限
  - 中国語版では○×・四択・連想、順番当て・線結び・一問多答が出題される。
  - 携帯電話版では○×・四択・連想、並べ替え・文字パネル、タイピング、順番当て・一問多答が出題される。
  - iOS・Android版アプリ『ロストファンタリウム』では○×・四択・連想、並べ替え・文字パネル・スロット、順番当て・線結びが出題される。
  - リコードアリーナモードでは○×・四択・連想、文字パネル・スロット、順番当て・線結び・グループ分け、一方通行（XV以降）の☆3以下が出題される。
- 例題については必ずしも実際のゲームで出題されるものを使用しているとは限らない。

出題形式変遷
- QMA6においては出題形式の統合化が図られ統合形式4種類＋サブジャンル3種類＋ランダムに絞られた。統合形式はあくまでも従来から存在する出題形式を統合化しただけで追加及び削除された出題形式は存在しない（四文字言葉クイズは文字パネルクイズに発展）が、統合化された中から出題形式を限定した上の出題は無くなり、予習や決勝戦、店内対戦においても統合形式しか出題不可能だった。
- QMA7では、QMA5までの出題形式が個別形式、QMA6でのカテゴリが総合形式として登場する。
- QMA8以降は総合形式は廃止となり新たに自由形式が登場した（QMA天の学舎まで）。

### ○×クイズ
「○○の××は△△である」という問題文の内容が正しいと思ったら「○」を、間違っていると思ったら「×」を選択して答える。
『アメリカ横断ウルトラクイズ』『全国高等学校クイズ選手権』のようなクイズ番組やクイズゲームでは極めて一般的かつ基本的な出題形式で、答えがわからない場合は運が試される。
QMA3以降は純粋な○×問題の他、問題に対して画像や動画で示された2つの選択肢（A・B）の中から正しいものを選択する二択問題も出題される（四択クイズの変形）。
【問題例1】「北半球にある滝はどれ?」という問題に対し、ナイアガラの滝とイグアスの滝の写真が下図のように選択肢として表示される（正解はA）。
| A | B |
| - | - |
|   |   |

高得点を狙いやすい形式ではあるものの、後述する「ひっかけ」や「分岐」がかなりの数の問題に実装されている。
問題文が表示されている途中で表示が一時停止する問題は原則として分岐問題である。この場合、その先の問題文を読まないと答えが特定できない。
【問題例2-1-1】本名を「津島修二」という作家は（待ち）太宰治である→答：○
【問題例2-1-2】本名を「津島修二」という作家は（待ち）三島由紀夫である→答：×
【問題例2-2-1】本名を「平岡公威」という作家は（待ち）太宰治である→答：×
【問題例2-2-2】本名を「平岡公威」という作家は（待ち）三島由紀夫である→答：○
このように「片方の問題で×として出題されるものが別の問題で○になる」というパターンがある場合、単純に「○になるのは○○、×になるのは××」と答えだけを覚えても正解できるとは限らない。
ディスプレイによる出題を利用した、紛らわしい問題がある。分岐と組み合わせることで、引っかかりやすくなっている。
【問題例3】「北米の国カナダの首都は（待ち）オワタである?」→答：×（「…オタワである？」との分岐で、こちらの正解は○）
ただし、正しい知識を持っているかどうかを問われる問題も一部存在する。
【問題例4】 「読売ジャイアンツは日本シリーズ9連覇以降は実は日本シリーズ連覇を達成したことがない。」→ 答：○
は正しいが、
【問題例5】 「巨人の日本シリーズ9連覇後に日本シリーズを連覇したセリーグの球団は存在しない」→ 答：×（広島東洋カープが近鉄バファローズ相手に1979年と1980年に日本シリーズを連覇しているため）
のように文の意を少し変えるだけで○と×が変わることも多い。

### 四択クイズ
問題に対して、示された4つの選択肢（1-4）の中から正しいものを選択する。答えがわからなくても、4つの選択肢の中に必ず答えが1つあるので、当てずっぽうでも正解できる可能性はある。
【問題例1-1】アルジェリアの首都は?
1.アブジャ 2.ブエノスアイレス 3.アルジェ 4.ティラナ
答：3

○×と同様、クイズゲームでは一般的な出題形式である。100点を狙いやすい形式の一つであるが、引っかけ問題も多い（詳細は後述）。
【問題例1-2】アルジェリアの首都は アルジェですが、
 ナイジェリアの首都は?
1.アブジャ 2.ブエノスアイレス 3.アルジェ 4.ティラナ
という問題の正解は1で、分岐を見ずに3と答えると不正解となる。
さらに別の引っかけに分岐する場合があり、この問題例において、
【問題例1-3】アルジェリアの首都は アルジェですが、
 アルゼンチンの首都は?
1.アブジャ 2.ブエノスアイレス 3.アルジェ 4.ティラナ
という分岐をする問題も用意されていた場合、「…アルジェですが」の時点で正答が決まるわけではない（正解は2）。
QMA4からは、選択肢のひとつひとつが動画になっている「マルチ動画問題」が登場している。
【問題例2】「次のうち、オムレツはどれ?」という問題に対し、オムレツ・卵焼き・炒り卵・錦糸卵を作る工程が選択肢として流れる。
問題によってはなかなか回答の判断に繋がる場面が出ないものもあり、即答による満点が狙いづらい問題となっている。
不正解の選択肢が4つ以上用意されている問題もあり、その場合は不正解の選択肢がランダムに3つ選ばれる（連想クイズも同様）。
【問題例3】「TJライナー」は次のうちどれ?に対し、京王線、西武池袋線、東武東上線、京急線の写真が下図のように選択肢として表示される（正解はC）。
| A | B | C | D |
| - | - | - | - |
|   |   |   |   |

### 連想クイズ
4つのヒントから答えを推理して、4つの選択肢（1-4。QMA4以降はA-D）から正しいものを選択する（四択クイズの変形）。
【問題例1】
```
「木○」
「石○」
「活性○」
「備長○」
```

答：炭
ヒントは単語や短文のほか、写真やイラストが表示されることもある。
ヒントひとつひとつは1行ずつ順番にゆっくりと表示されるため、ヒントをいくつ見て正答したかによって点数差が生じる（QMA3以降は、第4ヒントが表示されるまでにかなり時間がかかるようになり、点数差がより顕著になった）。
問題によっては第3、第4ヒントまで答えを特定できないものもあり、中には、途中までのヒントを共通にして、第3や第4のヒントを変えてくる問題も存在する。
【問題例2】選択肢が「HUNTER×HUNTER」「るろうに剣心」「幽☆遊☆白書」「ドラゴンボール」で、第1-第3ヒントが「週刊少年ジャンプで連載」「フジテレビでアニメ化」「原作者は冨樫義博」
第四ヒントが「主人公はゴン・フリークス」か「主人公は浦飯幽助」かで、はじめて正答が「HUNTER×HUNTER」「幽遊白書」のいずれかひとつに絞り込める。
四択クイズと同じく4つの中から1つを選ぶ形式で紛らわしいため、前述の選択肢の変更以外にも四択クイズと区別されている場合がある。
- - QMA1では選択肢の枠の色が四択では赤、連想では青であり、QMA2では選択肢の背景色が四択では緑、連想では青であった。
  - QMA6以降は「ヒント1」「ヒント2」「ヒント3」「ヒント4」（実際には丸数字）とあらかじめ表示され、それらが1つずつ取れてヒントが表示されるように変更になった。

### 並べ替えクイズ
バラバラに並んでいる3-9文字（QMA1・2・6は最大8文字）を並べ替えて答えにするアナグラム。
【問題例1】2005年に中央競馬で史上6頭目の三冠馬となった競走馬は? 「トークィパンデイプ」→「ディープインパクト」
文字が書かれているパネルをタッチするとタッチされた文字が少し上に浮き上がる。その状態で別の文字を押すとその2文字が入れ替わる。これを繰り返して答えとなるように並べ替える。「OK」を押すまでは解答を修正できる。
比較的難易度が低く、高得点が狙いやすい形式として知られているが、難解な問題も数多く存在する。例えば、並べ替える文字がカタカナで答えが固有名詞（外国の人名・地名）の問題や、古典芸能の長い演目名を答えさせる問題などは、かなり難しい部類に入る。まれに、星印（☆）・八分音符（♪）・ハートマーク（♥）などの記号を含む答えが出題されることもある（特に漫画・アニメの作品名で多く見られる）。
作文系の形式の中で最も引っかけを作りにくい形式ではあるものの、並べ替えにも引っかけは存在する。
【問題例2】パキスタンの首都は? 「ドスマラーイバ」
これは「イスラマバード」が正解だが、問題文を読まずに文字列だけで答えを想像し、SF用語の一つである「マスドライバー」と並べると当然不正解になる（このミスはノンジャンルで発生しやすい）。
【問題例3】光GENJIのヒット曲は？ 「ライ銀ダ河パス」→答：「パラダイス銀河」
問題文を読まなかったり、思い込みや当てずっぽうで「銀河パラダイス」とすると、単語が前後逆になっているため不正解となる。このような単語の位置を前後どちらかと惑わす問題も存在する。
【問題例4】手品でおなじみのポール・モーリアの曲は？ 「り首オのブー飾リ」→答：「オリーブの首飾り」
このように、解答文字に「ひらがなのり」と「カタカナのリ」が両方含まれている場合や、「ソ・ン」、「カタカナのロ・漢字の口（くち）」などのように、形の紛らわしい文字が含まれる問題も存在する。
QMA6で答えの最大文字数がQMA2までの8文字に戻り、それまであった答えが9文字の問題はほぼ全て削除された（ただし稀に残っているものもあった）が、QMA7で9文字に戻った。

### 文字パネルクイズ（四文字言葉クイズ）
与えられた文字群（漢字、ひらがな、カタカナ、英数字、記号）の一覧から文字を順番に選択し、3-6文字の言葉を作って答える。同じ文字が複数回使われる場合もある。
タイピングクイズ等と違い、一度入力してしまうと訂正はできない（ロストファンタリウムを除く）。
QMA5までは「四文字言葉クイズ」の名称で登場。与えられる文字パネルは10文字（2行×5文字で表示。携帯電話版では1-0の各ボタンに対応）、解答文字数は4文字で固定だった。
使用する文字が限定されていることから、一見すると当てずっぽうがやりやすそうであるが、実際はプレイヤーに正確な知識を要求する、かなりシビアな内容である。
【問題例1】特有の異臭があるが甘味があり、「王様」とされる果物は?
```
ゴ ア イ ン ー

パ マ ド ヤ リ
```

答「ドリアン」
上記の文字を組み合わせれば「ゴーヤー」「パパイヤ」「マンゴー」などひっかけの答えとなる果物をいくつか作ることもできる。このように、ひっかけの答えがいくつか作れるパターンの問題が出題されることが多い。
【問題例2】1988年にできた、熊本県美里町にある日本一長い石段の段数は○○○○段？
```
0 1 2 3 4

5 6 7 8 9
```

答「3333」（段）
この他にも「ナナナ」（テレビ東京のマスコット）、『ノノノノ』（スキージャンプを題材とした漫画）など1種類の文字しか使わない解答が正解になる問題もある。
「ン」と「ソ」、「シ」と「ツ」と「ッ」、「鳥（とり）」と「烏（からす）」のように見た目の形が紛らわしい文字を含めて引っかける問題や、ひらがなとカタカナで同じ文字を用意して正確な表記を答えさせる問題、同じく人名を答えさせる問題において、「美」と「実」、「郎」と「朗」のように、使用される頻度が高く非常に紛らわしい人名用漢字を含めて引っかける問題も多い。
【問題例3】フジテレビ系列のクイズ番組「脳内エステ IQサプリ」の司会を務めた俳優は?
```
伊 吹 史 吾 郎
東 四 朗 藤 井
```

上記の例題では、答えは「伊東四朗」が正解だが、意図的に誤答を招くよう「藤」や「郎」、「吹」、「吾」が入っているなど（伊吹吾郎や「いとうしろう」の同音異字「伊藤四郎」の誤答が作れる）。
それに加え、問題文がひっかけ・分岐になっているものも多く、後になってそれに気づいたとしても、前述したとおり訂正できない。また、ひっかけとは関係なしに、正答を知っていてもうっかり別の文字を誤入力してしまい、不正解となるケースも少なくない。
後述のタイピングクイズと異なり、複数解答が用意されている問題は存在しない。また文字群が限られており表記揺れが発生しないように工夫もされており原則として解答は1通りしか存在しない。
ただし極稀に解答に使わないダミー文字列に関わりなく表記揺れの解答が入力できるケースが存在するが、この例外は意図して行われるものではないとみられ、問題制作サイドが制作当初に気づかなかったというようなミスによるものが大半を占める（本来であればダミーを想定していた文字列で正解を入力できるというミスの場合は、後に表記揺れの解答が不可能になるようにダミーの文字列が変更される修正がされるのが普通である）。
【問題例4-1】釣りで魚が大漁の状態を指す用語
実装された当初は、「入れ食い」という解答を想定されていたが、後に「いれ食い」という解答が可能であることが指摘された。通常はこのような場合、想定していない解答で使っている文字を消して想定している解答のみが正解になるようにするのが普通だが、この問題の場合「い」は正解に含まれるため文字列から削除することができないため、後に「いれ食い」でも正解になるように修正された。
【問題例4-2】フランスの大統領官邸は○○○○宮？
実装された当初は、「エリーゼ」という解答を想定されていたが、表記揺れの「エリゼー」が指摘され、後に「エリゼー」でも正解になるように修正された（4文字で表記する場合はどちらかと言うと「エリゼー」という表記が一般的であった為、実装当初は不正解となってしまうプレイヤーが続出し、全国正解率も低くなるという結果になってしまった）。
QMA6より解答文字数が3-6文字に拡張された（後述）ことに伴い、より一般的な表記である「エリゼ」と3文字で解答させるように変更され、現在ではこの表記揺れは解消されている。
QMA4以降、選択する文字パネルが大きくなり、解答後に消えるようになったがQMA8以降解答後も文字パネルが消えなくなり以前の仕様に戻った。
QMA6では「文字パネルクイズ」としてリニューアル。解答文字数が3-6文字に拡張された。なお解答文字数が4-6文字の場合は与えられる文字パネルはQMA5までと同じ10文字だが、3文字の場合QMA6では6文字（2行×3文字）、QMADS2とQMA7以降では8文字（2行×4文字）になる。

### スロットクイズ
2-6文字のばらばらになった単語をリールを回転させて答えを作る。
QMA5で登場。
リールの上下についている操作ボタンでリールを回転させてダイヤル式の錠前の数字をあわせる要領で解答する。スロットマシンのように回転するリールを目押しで止めて解答するわけではない。1つのリールに書かれている文字は4つ（同時に見える文字は3つ。ロストファンタリウムでは1リール8文字の問題もある）。リールの数は2つ-6つで、解答の組み合わせは16-4096通りとなる。
「OK」を押すまでは解答を修正できる。
【問題例】首都をレイキャビクに置くヨーロッパの国は?
```
 オ イ ェ ラ デ ド （ゲーム上では見えない文字）
 -----------------
 ↑ ↑ ↑ ↑ ↑ ↑
 ス ウ ル ー リ ン
>ア ー ス ト ン ア<
 フ ィ ン ン ラ リ
 ↓ ↓ ↓ ↓ ↓ ↓
```

この例題では正解のアイスランドのほかにアイルランドやスウェーデン、フィンランド、オーストリアなどを解答として作ることができるため、同じ配列で「首都をダブリンに置くヨーロッパの国は?」という問題や、「首都をヘルシンキに置くヨーロッパの国は?」という問題も用意できる。
文字パネルクイズ同様、勘が効きそうで実際にはなかなか効かない。違う単語が作れるパターンや漢字を利用した引っかけを用意した問題が多く出題されているのも文字パネルクイズと同様だが、分岐による引っかけは存在しない。
問題文が出題される前にリールが少し回転するため、初期配置では見えない文字もこのときに確認できる。

### タイピングクイズ
QMA1から現在まで基本的には同じスタイルで継続している（ただし、QMA1では後述のひっかけ問題・表記揺れを含めた複数の正解がある問題が存在しない）。
答えの文字が“○”で伏せられていることが多いため、○の数からある程度見当をつけることができることもあるが、それでもプレイヤーの本当の知識力が試され、当てずっぽうではほとんど正解できない。
表示される○の数は、カタカナおよび英数の場合はそのまま、ひらがなで答える問題の場合は漢字かな混じりの文字数が表示される。
キーボードを使用する形式（タイピングクイズ・エフェクトクイズ・キューブクイズ）における共通の特徴
- 問題の答えを、タッチパネルに表示されるキーボードを使い直接入力して答える。
携帯電話版ではトグル打ちで文字を入力する。
- 問題によってひらがな、カタカナ、英字（大文字のみ）・数字で解答を求められ（1文字-最大8文字を入力する）[11]、それぞれに対応したキーボードを使い、解答を入力する。
- 問題によって適切なキーボードが自動的に表示され、一つの問題につき一種類しか使われない（ネームエントリー時と違い文字種の切り替えはできない）。
- 入力を間違えても「OK」を押すまでは修正できるが、制限時間は他の形式と同様20秒であり、最初の1文字目を間違えてしまった場合は文字をすべて消去してから再入力しなければならないため、慎重に入力する必要がある。
- QMA賢者の扉以降、QMA8まで使用されていた配列とQWERTY配列を使用したローマ字入力の切り替えが可能。この場合、英数字以外の問題でも解答に数字が使える（ただし、『怪人○○面相』の正解である「二十」や、「Jリーグ○年構想」の正解である「百」のように漢数字が正解になる問題をそれぞれ「20」「100」と数字で入力しても「○の漢字をひらがなで答えなさい」に反するので不正解になる）。また、解答する文字種が表示されるようになった。
- 2018年よりサービスを開始したコナステPC版では、マウス（もしくはタッチパネル対応ディスプレイ）で画面上のキーボードを使用した入力のほか、ハードウェアのキーボードも使用可能である（2018年11月1日の正式サービス開始直後は協力イベントでタイピング問題が出題された場合のみハードウェアキーボードが使用可能だった[12]）。

従来型キーボードの特徴
- ひらがなとカタカナのキーボードは、シリーズを通して基本的に左からあ行・か行…と五十音配列で並んでいる。英数字のキーボードは、シリーズを通して最上段に数字、2-4段目に英字という配置になっている。英字の並びはアルファベット順で2段目左端から右方向に4段目まで続いている。
- シリーズを追う毎に微妙にキーボードの文字配置の変更が行われている。
  - ひらがなとカタカナのキーボードについてはQMA1では「っ」「ゃ-ょ」がそれぞれ独立したキーとなっており（「ぁ-ぉ」を入力させる問題はなかった。ただし、ネームエントリー時に特殊な操作を行うことで「ぁ-ぉ」を含めたキャラクターネームをつけることは可能）、QMA2・3では小文字（拗促音）入力は文字入力後「小文字」のキーを押す方式だったが、QMA4以降は「ぁ-ぉ」「っ」「ゃ-ょ」がそれぞれ独立したキーとなり、QMA1に近い形の入力形式となった。濁点・半濁点はシリーズを通して独立したキーであり、最大16回キーを押さないと正答が入力できない場合が考えられる。
  - 英数字のキーボードについてはQMA4まで、数字は一般的なキー配列と同様に左から1、2、…、8、9、0となっていたが、QMA5より、左から0-9というように変更された。

フィルタリング
QMA5からは、わいせつな言葉や誹謗中傷にあたる言葉が含まれる解答を行った場合に他のプレイヤーの画面上には表示されないようにするフィルタリングが導入された。公式には一切告知がされておらずこの仕様の正式な名称は存在しない。
- 解答が内部の判定により不適切と認識されると他のプレイヤーの画面上では、該当の解答をしたプレイヤーがあたかも「空白解答」（「・・・・・・・・」）をしているように表示される。なお、該当の解答をしたプレイヤー自身の画面上においては何の変化も起こらない。
- 但し、フィルタリングはあくまでも誤答にのみ適用され、正答である場合は例外となる。
【問題例1-1】タイピングクイズ：映画から流行したファッションは○○モード？○を答えなさい
答：「シネ」
【問題例1-2】キューブクイズ：度を超した映画通のこと（ヒントの文字：ィ シ ネ フ ル）
答：「シネフィル」
「しね」「シネ」（死ね）という言葉は本来であればフィルタリングの対象であるが、上記の例において正答を入力して解答した場合は例外となる。
【問題例1-2】において、「フィルシネ」「シネルフィ」というような提示された文字を過不足なく使用した誤答であってもフィルタリング対象となる場合は伏字の解答となってしまう。
- フィルタリングはオンラインプレイのみならず店内対戦モードでも適用される。
- また、家庭用であるQMADS/QMADS2ではさらに厳しく、正答と一部の典型的な誤答以外はすべて（わいせつな表現であるかどうかにかかわらず）「空白解答」として表示される。なお、キューブクイズの場合は提示された文字を過不足なく使っている誤答はすべて一部の典型的な誤答として扱われ表示される。

漢字の読み
- タイピングクイズ・エフェクトクイズでは漢字の人名・地名の問題は原則読み方を間違えたら不正解となる。逆に言えば文字パネルクイズ・スロットクイズと異なり、読み方さえ知っていれば漢字でどう書くか知らなくても問題ない。
- 【問題例1】2007年から「水戸黄門」で二代目「風車の弥七」を演じている俳優は○○○○？ ○の漢字をひらがなで答えなさい
- の場合、答えは「内藤剛志」であるが、正式な読みである「ないとうたかし」のみ正解であり、読み間違いとして多い「ないとうつよし」、「ないとうたけし」とすると不正解となる（一部の人名は正解になる場合がある）。
- 【問題例2】沖縄県豊見城市の地名「保栄茂」は何と読む? のように、超難読地名タイピングクイズが出る場合がある。この答えは「びん」となる。

タイピングクイズのみの特徴
- QMA2以降、 揺れる表現、別解答にも対応している問題もある（特に外国語の解答に多い）。
- 【問題例1-1】1896年に第1回近代オリンピックが開催された国は○○○○? カタカナで答えなさい
答：「ギリシア」または「ギリシャ」
- 【問題例1-2】ゴルフにてボールを入れるために開けられた穴は○○○?カタカナで答えなさい
答：「カップ」または「ホール」。
- ○で伏せられている場合は○の部分以外を答えると不正解となる。
- 解答の一部が伏せられている場合もあり、このような方式だと答えの推測がしやすく初心者にも易しくなっているが、その一方で初心者がそれを知らずに余分なタイプをしてしまうミスを起こす場合も考えられる。上級者でも問題文を最後まで見ずに即答を狙う際、勘違いや覚え違い、アップデートによる問題の微修正により同様のミスを犯す例も見受けられる。
【問題例2-1】1847年にエネルギー保存の法則を確立したドイツの物理学者は○○○ホルツ?カタカナで答えなさい
の場合、エネルギー保存の法則を確立したとされる人物は複数名居るが、この場合は必然的にヘルマン・フォン・ヘルムホルツが該当する。但し「ヘルム」と答えずに「ヘルムホルツ」と答えると不正解になる。
【問題例2-2】1847年にエネルギー保存の法則を確立したドイツの物理学者はヘルマン・フォン・○○○○○○?カタカナで答えなさい
このようにアップデートの際は新問の追加以外に既存の問題の問題文が予告無しに微修正される場合がある。このような修正が加わった場合は、もちろん「ヘルム」と答えると不正解となる。この手の修正は不定期に行われているので、一度見た問題だからといって最後まで問題文をよく見ないで答えると不正解になる可能性がある。
なお本来であればエネルギー保存の法則を確立したとされる人物は複数名居るのでこのような問題は後述の複数回答があるうちの一つを答えさせる問題として出題させるのが適切ではあるが、QMA4まではそのような問題の出題がなされていなかったため、以前に作られた問題のなかにはこのような問題が取り残されている場合がある。
単一解答の問題が複数解答に修正された例は現時点では確認されていないが新問として類似の別問題が追加されたケースはある（この場合、2つの問題が混同することになり、理論上はその問題が連続して出題されてしまう可能性もある）。

複数解答問題
- QMA5以降では複数正解があるうちの一つを答えさせる問題が出題されることがある。
- このとき解答の文字数は指定されない場合が多く、通常出題と同様に表記揺れ（日本の都道府県を答えさせる問題における「けん（県）」などの有無、都市名における「し（市）」の有無、外国人のファーストネームの有無など）に対応している問題もあるが、解答文字数は仕様上1文字-最大8文字となっており、出題の際にその制限を超過する解答が原則として存在しないように配慮されている。
【問題例3-1】2002年の日韓W杯で日本代表が戦った国を1つ答えなさい ※キーボードは片仮名
答：「ベルギー」、「ロシア」、「チュニジア」、「トルコ」のいずれかをタイプすれば正解。
【問題例3-2】戦後の総理大臣の中で在任期間中に病死した人物をフルネームで一人答えなさい ※キーボードは平仮名
この場合、「おおひらまさよし（大平正芳）」、「おぶちけいぞう（小渕恵三）」のいずれかをタイプすれば正解（戦前には「かとうともさぶろう（加藤友三郎）」と「かとうたかあき（加藤高明）」も在任期間中に病死しているが、前者は9文字につき文字数が超過していて入力不可能であり、また問題文で「戦後」と限定することで必然的に両者とも正解にならなくなる。文字数が超過している解答を正答から除外する場合このように文字数とは関係ない条件を付加することによって除外している場合がほとんどであり、それによって文字数が超過しない他の解答も正答から除外されてしまうこともある。）。
【問題例3-3】小林旭の楽曲「恋の山手線」で、当時未開業だった西日暮里駅と高輪ゲートウェイ駅以外で、歌われなかった駅を答えなさい ※キーボードは平仮名
「にしにっぽり」は問題文の中に出ているため不正解となる。この場合の答えは「しんおおくぼ（新大久保駅）」、「はままつちょう（浜松町駅）」のいずれかをタイプすれば正解。「たかなわげーとうぇい」は文字数オーバーのため回答不可。
【問題例3-4】九州にある政令指定都市を1つ答えなさい ※キーボードは平仮名
この場合、答えは福岡市と北九州市および熊本市の3つがあるが、福岡市もしくは熊本市を答えたい場合は「ふくおか」「くまもと」の他に表記揺れの「ふくおかし」「くまもとし」をタイプしても正解になる。しかし、北九州市を答えたい場合は「きたきゅうしゅうし」だと9文字につき文字数が超過するので「きたきゅうしゅう」の1パターンのみが正解となり、文字数超過による解答不能の例外となる。ここで注意しなければならないのは、「きたきゅうしゅうし」が文字数超過で解答不可能であっても「きたきゅうしゅう」と解答することはできるため北九州市を正解から除外する条件が入っていなくても問題として成立しており「きたきゅうしゅう」と答えれば正解となることと、「きたきゅうしゅうし」が文字数超過により正答から除外されたところで同じニュアンスの表記揺れの解答である「ふくおかし」「くまもとし」は正答から除外されず正解となることである。
- 用意される複数の解答は、原則的には平仮名表記か片仮名表記で統一できるようにされているが例外も存在する。
【問題例3-5】元素記号が「A」から始まる元素の名前で一般に漢字1文字になるものを1つ答えなさい ※キーボードは平仮名
「きん（金）」「ぎん（銀）」のいずれかをタイプすれば正解となる（一般に漢字1文字にならないものには原子番号が小さい順に「アルミニウム」「アルゴン」「ヒ素」「アスタチン」「アクチニウム」「アメリシウム」も元素記号がAから始まる元素であるが、どれも一般的な表記では片仮名が含まれており平仮名のキーボードでは入力不可能であるため、問題文で「一般に漢字1文字」と限定することによって（漢字2文字で表現できる「砒素」を含め）正解から除外しており、無理矢理「あるみにうむ」「あるごん」「ひそ」「あすたちん」「あくちにうむ」「あめりしうむ」と解答しても不正解となる）。
【問題例3-6】アニメ『涼宮ハルヒの憂鬱』のエンディングでダンスを踊っているSOS団メンバーを1人答えなさい ※キーボードは平仮名
この場合、答えは「キョン」「涼宮ハルヒ」「長門有希」「朝比奈みくる」「古泉一樹」の5人である。「ながとゆき」「あさひなみくる」「こいずみいつき」は当然正解であるが、キーボードが平仮名であるからといって表記に片仮名が含まれている「キョン」「涼宮ハルヒ」を正解から除外する条件が入っているわけではないため、無理矢理「きょん」「すずみやはるひ」と解答すれば不正解にはならず正解として扱われる。
【問題例3-7】静岡県にあるJリーグのクラブチームを1つ答えなさい ※キーボードは片仮名
この場合、答えは清水エスパルス、ジュビロ磐田、アスルクラロ沼津、藤枝MYFCの4つがあるが、キーボードが片仮名であることから地域名を含まない一般的な呼称である「エスパルス」「ジュビロ」「アスルクラロ」「マイエフシー」と答えれば正解となる。しかし、「シミズエスパルス」や「ジュビロイワタ」という解答も正解となる。なお、「アスルクラロヌマヅ」および「フジエダマイエフシー」は、文字数オーバーのため回答できない。
【問題例3-8】
この国旗はどこの国でしょう？

| 出題画像 |
| -------- |
|          |

稼動当初は「スワジランド」のみが正解だったが、2018年4月19日に現在の「エスワティニ王国」と改めることが発表された。アップデートによって「エスワティニ」も正解扱いとなる。

### キューブクイズ
回転する正多面体の面に1文字ずつ書かれている答えを、タイピングクイズと同じ方式で答える。
正多面体の回転の仕方は、ある点から一回転した後に45度右に傾いて再び回転を行い、これを時間内に繰り返し続ける。
用いられる正多面体は基本的には立方体（キューブ 5-6文字）であるが、正四面体（3-4文字）や正八面体（7-8文字）も登場する。文字数が奇数の場合は面の数の方が1つ多いので1面は空白になる。正四面体・正八面体が登場するのはQMA3以降であり、QMA2までは立方体のみが用いられていた。QMA1では文字数が原則6文字で固定されていたが、QMA2では3-5文字の問題も登場する（従って最大で3面が空白面となる）。
並べ替えクイズと同様、答えがわからなくても、面に書かれている文字とその数（3-8文字）である程度推測することはできるが、空間認識能力と文字の処理能力を要求される。
但し制限時間内でなおかつ「OK」を押すまでは何度でも修正ができるので、暫定的に見えた文字を順番に打ち込み、その文字を見て並べ替えクイズの要領で解答を推測するという手段により、空間認識能力の必要性を軽減するということも可能である。
なお、この形式においては、正多面体に書かれている文字を過不足なく用いなければ正答にはならず、たとえ題意的に正しい答えであっても、この条件を満たしていなければ誤答になる。当然ながら、タイピングクイズやエフェクトクイズのような、表記揺れによる別解答は原則として認められておらず、解答は原則として1通りしか存在しない。
【問題例1】聖武天皇が日本全国に建てさせた寺院 「ぶ く に こ じ ん」→答「こくぶんにじ（国分尼寺）」
題意的には「こくぶんじ（国分寺）」でも正しいが、これでは文字を過不足なく用いるという条件を満たしていないので、誤答となる。
【問題例2】日本語では気化器と呼ばれる内燃機関のなかの装置 「キ タ ブ ャ レ ー」→答「キャブレター」「キャブレータ」
この問題が実装された当初は原則に基づき「キャブレター」という解答しか正解にならなかったが、「キャブレータ」という表記揺れが少なからず存在することが指摘され、後に「キャブレータ」も正解になるように修正された。
このような例外はあくまでも修正により発生するものであり、当初から複数解答を前提とした問題は制作されていないとみられる。
問題文はタイピングクイズと同様に○で伏せられている場合がある。
稀に正多面体に数字が書かれている問題もあるが、立方体の場合6と9の区別がつかないためどちらなのかは問題文で判断するしかない（正四面体もしくは正八面体の場合は区別可能）。
QMA1では回転体の回転方法は複数パターンあったが、QMA2以降は1パターンのみである。
QMA2では問題文はしばらくすると消去され、QMA4も当初はこの方式だったが、2007年4月4日より、最後まで問題文が表示されるようにアップデートが行われた。
QMA5ではビジュアルクイズに統合された。QMA5のみ従来の正多面体のほかに、文字スペースが区切られた球体オブジェが登場することもある。文字スペースの区切り方は正多面体の面の区切り方に順ずる（イメージとしてはバレーボールの継ぎ目を減らしたようなもの）。なお、問題ごとにどちらで出題されるか決まっているわけではなく、どの問題であってもどちらのパターンも出題され得る。
QMA6・QMA7ではタイピングカテゴリ→キーボード総合に属する。

### エフェクトクイズ
問題文とともに「エフェクト処理されて表示される言葉や画像」の内容を、タイピングクイズと同じ方式で答える。
QMA2において、QMA1のモザイククイズとズームクイズを統合する形で登場した。
問題文はタイピングクイズ（小形式）と同様に○で伏せられている場合があるが、○の数はあくまでもエフェクト表示されている言葉の文字の文字数と一致しているだけであり、解答すべき文字数と一致しない場合が多い。
言葉がエフェクト処理される問題の場合、問題文の答えがわからなくても、表示される言葉の読み方さえわかれば正答できる。ただし、難易度が上がるほど難読人名、難読地名や当て字といった一般には通用しない特殊な読み方の問題が多数出題される。
言葉がエフェクト処理される問題の言葉は原則として全角で表示され文字数は5文字（QMA2までは4文字）までとなっているが、後述の通り極まれに半角表記により半角10文字（すなわち全角5文字相当）以内で表示する問題も存在する。
エフェクトクイズに属する問題の大半は漢字の読みを答えるものに占められ、平仮名のキーボードにより平仮名で答える問題が非常に多い。
但し、中国語や韓国語などの外国語については片仮名で答える場合もある。
【問題例1】韓国に本社を持つ電気機器メーカー「三星」 ※キーボードは片仮名
画面内では「三星」と書いてあるが、会社名で「サムスン」と答えるのが正解となる。
【問題例2】「魚の卵」を意味するロシア語です「икра」 ※キーボードは片仮名
このように日本語で一般的に使われる平仮名・片仮名・漢字以外の文字がヒントとなることもある。なお、この問題は「イクラ」が正解である。
当て字についても片仮名で答える場合が多い。当て字に関する問題はその特性上、圧倒的にアニメやドラマ、小説などの創作作品に関する問題が多く、特に「アニメ&ゲーム」のジャンルに多く含まれる。
基本的にはキーボードが片仮名になることによって「漢字をそのまま読んでは正解にならない当て字であろう」という推測が立つ。
【問題例3】2009年に公開された『名探偵コナン』の映画は「漆黒の○○○」 ※キーボードは片仮名
画面内では「追跡者」と書いてあり、一般的な読み方は「ついせきしゃ」であるが、作品名としての読み方で「チェイサー」と答えるのが正解となる。
【問題例4】福山リョウコの漫画は○○ジャンキー?「悩殺」 ※キーボードは平仮名
読み方は「のうさつ」であるが、この作品での表記は「のーさつ」であり、こちらが正解となる。
【問題例5】和月伸宏の漫画です「武装錬金」 ※キーボードは片仮名
そのまま音読みで「ブソウレンキン」と答えるのが正解となり、当て字であると推測してしまうと正解に辿り着けないという例である（なお、当て字ではないのにキーボードが片仮名になるのは、同漫画の表紙に書かれているタイトルに片仮名でルビが振られている為である）。
稀に揺れる表現に対応した問題もある。
【問題例5】「千利休」→答：「せんりきゅう、せんのりきう、せんりきう」
【問題例6】2002年のサッカーワールドカップでベスト4入りした国 / 出題画像: →答：「だいかんみんこく、かんこく」 ※韓国語読みの「てはんみんぐく（テハンミングク）」と解答すると不正解になる。
人名の場合、特に現代の中国人や韓国・北朝鮮人の場合だと、現地読みと日本語読みどちらも知られている場合がある。韓国・北朝鮮人名に関しては1980年代以降は現地語読みが一般化しているが、それ以前から日本で著名だった人物については、現地語読みが知られている場合であっても日本語読みでも正解となる（例えば李承晩の場合「りしょうばん」「イスンマン」どちらでも正解になる）。
原則としてエフェクト処理される言葉は全角表示され文字数は5文字以内であるが例外も存在する。
【問題例7】奥井雅美と米倉千尋による音楽ユニットです「r.o.r/s」 ※キーボードは片仮名
このように半角表記で表示される例外が希に存在する。なお、この問題は「ロールス」が正解である。
エフェクト処理の方法は、作品によって異なる。
QMA2
QMA1でのモザイク、ズーム（拡大された文字がズームアウトしていく形式のみ）に写真をヒントにした物が追加された。言葉の読みを答える問題においては、文字数は最高4文字で問題文字色は紫色で、問題文はしばらくすると消去された。
QMA3
言葉の読みを答える問題においては、文字ひとつひとつが回転と拡大縮小を繰り返す方式になった。言葉の文字数は原則として5文字（非常に数は少ないが半角英数で5文字を超過している例外も存在）までとなり、文字色は白色。画像を用いた問題は、前作にも登場したモザイク式エフェクトになっている。
他の処理方法はある程度時間が経たないとどんな文字が処理されているのか正確に認識できないのに対し（問題文だけで答えが分かった場合は除く）、この処理方法だけは最初の数秒だけで全ての文字が把握できるため問題文だけで分からない場合でも即答しやすい。しかしその反面、他の処理方法は最終的には何の処理もされずただ文字が与えられている状態になるのに対し、この処理方法だけは最初から最後まで上記の処理が行われているため、問題によっては動体視力で差がつきやすく、最悪の場合それで正誤が分かれてしまうこともある。また、回転処理も終始行われているため、回転させると別の文字になる文字が含まれていると（数字の6と9等）どちらの文字なのかは処理された文字だけ見ても分からないため、問題文で判断するしかない。
問題文は最後まで表示されるようになった。
QMA4
バラバラに分解された画像や言葉が、15パズルのようにスライドして少しずつ完成してゆく方式。文字色は白色。なお、バラバラにされたパズルにも約5種類パターンが存在しており、出題された文字によってはどのパターンで処理されるかによって難易度が全く変わる事がある。
稼働当初は、問題文はしばらくすると消去されたが、2007年4月4日より、画像問題以外の問題で最後まで問題文が表示されるようにアップデートが行われた。
QMA5ではビジュアルクイズに統合され、QMA6・QMA7ではタイピングカテゴリ→キーボード総合に属していた。QMA5以降エフェクト処理のパターンは、上記に挙げた全てが出題される（QMADS2では回転・拡大縮小形式は登場しない）。なお、どのパターンで出題されるかは問題ごとに決まっているわけではなく、どの問題であっても全てのパターン（文字の場合は4パターン、画像の場合は3パターン）が出題され得る。これはQMA2までは出題されていなかったエフェクト文字が5文字の問題も例外ではなく、エフェクト文字が5文字の問題がモザイク形式もしくはズーム形式で出題されることもある。
- エフェクトクイズ・キューブクイズ共通の特徴
概要でも説明しているが、エフェクトクイズとキューブクイズの問題文の文字数は最大2行×全角15文字と、他の出題形式より短くなっている。
QMAにおいて出題される問題の問題文は、解答を過不足なく説明し解答を特定できるようになっているのが大原則であるが、エフェクトクイズやキューブクイズの問題文は文字や画像と合わせて初めて1つの問題として成立するものであり、問題文のみで解答が過不足なく説明されているとは限らない。
【問題例1】エフェクトクイズ：軍隊ではありません 「自衛隊」
極端な話、軍隊ではないものは無限大に存在するが、提示されている文字の読みである「じえいたい」が答えである。
【問題例2-1】キューブクイズ：アメリカ人の大好物です 「コ ッ プ ポ ン ー」 答：「ポップコーン」
【問題例2-2】キューブクイズ：アメリカ人の大好物です 「キ バ ベ ュ ー ー」 答：「バーベキュー」
問題文はあくまでも補足的なものである為、上記のように問題文が全く同一で答えが違う問題も数多く存在する。
基本的に、エフェクトクイズやキューブクイズではあくまでも文字や画像について答えるのが主体であり、殆どの場合、補足的な説明である問題文を読まなくても正解に辿り着けるが例外も存在する。
【問題例3】エフェクトクイズ：石井竜也がメインボーカルを務める「“何”CLUB」？ 「枡に盛られたお米の画像」
答：「こめこめ」（米米CLUB） ※問題文が主体になるという逆転現象であり、画像だけを見て「こめ」や「おこめ」という解答をすると不正解となる。
【問題例4】エフェクトクイズ：この道具の「せんとう」ではない読み方です 「剪刀」
答：「はさみ」 ※文字だけを見ると、音読みの「せんとう」と当て字の「はさみ」のいずれの読みも考えられるが、問題文において解答が絞られているので「せんとう」と解答すると不正解となる。
【問題例5】キューブクイズ：未知の病原菌の恐怖を描いたダスティン・ホフマン主演の映画 「ア イ ウ ク ト ブ レ」
答：「アウトブレイク」 ※並べ替えクイズの【問題例2】と同様に問題文を読まずに文字列だけで答えを想像し、「ブレイクアウト」と解答すると不正解となる。

#### モザイククイズ
QMA1のみ。モザイクで隠れた答えをタイピングクイズ形式で答える（問題文字色は緑、最高4文字）。その流れを汲むものとして、QMA2ではエフェクトクイズに統合され、画像がモザイク処理されたパターンが登場した。QMA3では文字でのモザイク処理は登場せず、画像のみモザイク処理が採用されていた（QMA4では画像問題でもモザイク処理は使用されていない）。QMA5以降は5文字の言葉がモザイク処理されることもある。

#### ズームクイズ
QMA1のみ。拡大・縮小を繰り返す答えをタイピングクイズ形式で答える（問題文字色は青、最高4文字）。拡大・縮小の仕方は3パターン存在した。QMA2ではエフェクトクイズに統合。画像がズームアウトするパターンが登場した（QMA3・QMA4ではズームアウトは登場しない）。QMA5以降は5文字の言葉がズームアウトされることもある。

### 順番当てクイズ
4つの選択肢（QMA3以降では選択肢が3つの場合もあり）を、問題文で示された順番に選択する。
【問題例1】次の言葉を順に選んでポーカーで最も強い役の名前にしなさい
A.ルスト B.ロイヤ C.フラッシュ D.レート → 答え B→A→D→C
解答のパターンは4!（4の階乗）=24通り（3つの場合は3!=6通り）で、あてずっぽうでの正解率は低い。
問題文を読まなくても、選択肢を見ればある程度答えが推測できるパターンが多いが、中には選択肢は同じでも問題の内容が異なる（「古い順に」と「新しい順に」など）という例もある。特に文系学問（文系学問その他）の場合はアナグラム問題と見せかけて五十音順もしくはアルファベット順に選ぶだけの序列問題であったりすることもある。
特殊な読みと普通の読みの漢字を混ぜて五十音順に並べ替える、画像から特撮の敵やドラマの役名を読みとって、それを並べ替えるような問題も用意されており、それらの中には後述の一問多答並みの難易度を誇るものもある。
【問題例2】次の漢字を、画数の少ない順に選びなさい
A.三 B.一 C.四 D.二 → 答え B→D→A→C
【問題例3】次の都道府県を、北に位置する方から順に選びなさい
A.愛媛県 B.青森県 C.茨城県 D.愛知県 → 答え B→C→D→A
この例の場合、同じ選択肢で「南から順に…」や「五十音順に…」や「都道府県コード順に…」という問題が用意されている場合は正解は全く違うものになる。
QMA1では難易度が高い形式であるにもかかわらず修練生でも出題される可能性があったが、QMA2-5ではランダムが登場する前の最後の形式として位置されており、高いクラスに所属していないと出題されないようになった。
QMA3までは、一度選んだ選択肢は取り消すことはできなかったが、QMA4からは、最後の選択肢を押す前であれば、一度選んだ選択肢をもう一度押すことで取り消すことができるようになった。その際、その選択肢の後に選ばれた選択肢の順番が繰り上げられる。
【例】D→B→Aと押した状態でBを押すとD→Aと押した状態になる。
順番当てクイズは大別すると【問題例1】のような並べ替えの亜種であるアナグラム問題と【問題例3】のような順位付け問題の2種類がある。
QMA3以降、順位付け問題においては選択肢の候補が内部で5つ以上用意され出題毎にランダムで選択肢が決定され出題されるという選択肢が変動する問題が登場するようになり難易度が一段と増したが、QMA6以降、選択肢が変動する問題は原則として選択肢の個数を3つに抑えて出題されるようになった。

### 線結びクイズ
左側の選択肢と右側の選択肢ひとつひとつを、問題文の指示に従って線で結びつける。QMA4より登場。
選択肢は3つのもの（A-C・1-3）と4つのもの（A-D・1-4）がある。回答パターンは順番当てと同数だが、全ての答えが分からなくても、1組だけ分かれば正解する確率が高くなるので、勘で選択しても正解できる場合があるが、すべての選択肢を正しく結ばないと正答にはならない。
左側の選択肢が画像（静止画のみ）になっている問題もあるが問題表示領域の都合上、選択肢は3つに固定される。
【問題例1】次の漫画家と、その代表作の正しい組み合わせを選びなさい
```
A.
高橋留美子
          1.
ドラえもん

B.
尾田栄一郎
          2.
ONE PIECE

C.
藤子・F・不二雄
       3.
鉄腕アトム

D.
手塚治虫
            4.
犬夜叉
```

答：「A.高橋留美子 ─ 4.犬夜叉」「B.尾田栄一郎 ─ 2.ONE PIECE」「C.藤子・F・不二雄 ─ 1.ドラえもん」「D.手塚治虫 ─ 3.鉄腕アトム」
【問題例2】次のバス車両と「練馬営業所」の最寄りバス停の正しい組み合わせを選びなさい
```
A.
          1.
練馬北町車庫

B.
          2.
南田中車庫

C.
          3.
練馬車庫（桜台）
```

答：「A.国際興業バス ─ 1.練馬北町車庫」「B.都営バス ─ 3.練馬車庫（桜台）」「C.西武バス ─ 2.南田中車庫」
他人の解答は左側のABCそれぞれと結びついている右側の数字が順に表示される（上記の問題例の正解の場合は例題1では「4213」、例題2では「132」）。
最後の選択肢を押す前であれば、すでに選んだ選択肢をもう一度押すことで取り消すことができる。
順番当てクイズと同様に選択肢が変動する問題も多い。QMA6以降、選択肢が変動する問題は原則として選択肢の個数を3つに抑えて出題されるようになった。

### 一問多答クイズ
QMA3で追加された出題形式。問題に対して、示された3つまたは4つの選択肢の中から正しいものを過不足なくすべて選択する。
「OK」を押すまでは解答を修正できる。
QMA5までは選択肢が4つ固定であったが、QMA6からは選択肢が3つのパターンが出題されるようになった。画像問題（選択肢にのみ使用）はQMA6以降も選択肢4つ固定である。
1つでも間違った選択肢を選んだり、正しい選択肢を選びきれなかった場合は不正解となり、部分点は与えられない上に、同じ問題でありながら選択肢が変動する問題が大半を占め、難易度が高くなっている一因である。
【問題例1】次のうち、海に面していない都道府県をすべて選びなさい
1.長野県 2.山梨県 3.埼玉県 4.富山県 → 答え 1,2,3（富山県が日本海に面している）
【問題例2】次のうち、2002年のサッカーワールドカップを共催した国をすべて選びなさい → 答え 1,3
| 1 | 2 |
| - | - |
|   |   |
| 3 | 4 |
|   |   |

QMA3では、「多答」という言葉通り、示された選択肢の中に正解が最低2つ以上存在することが保証されていたが、QMA4からは選択肢が変動する問題において、選択肢の中に正解が1つしか存在しないケースが発生するようになった。
但し、実装されている問題そのものには正解となる選択肢が必ず2つ以上存在する（正解選択肢が1つしか用意できない問題は基本的に四択クイズで実装されることになる）。
なお、「該当する答えがない」というパターンは存在しない。
当てずっぽうで選択しても、正答できる確率は1/11（QMA3）、1/15（QMA4-）、1/7（選択肢が3つの場合）であり、全国正解率も低い傾向にある。それでも（選択肢が4つの場合の）線結びや順番当て（1/24）よりは正答率が高いが、線結びや順番当てのように言葉のつながりなどを考慮して解答してみるのが困難、選択肢にできるもののバリエーションが線結びや順番当てより遥かに多い、線結びや順番当てと比べ同じ選択肢の違う問題を作りやすい等の理由で、多くのプレイヤーはこの形式を「全形式中1、2を争う難関」として認識している。特にQMA5までは選択肢が4つに固定されておりこの傾向が顕著であったが、QMA6からは大半の問題の選択肢が3つで出題されるようになり旧作と比較すると易化されている。

### グループ分けクイズ
賢者の扉で追加された新形式。
3つ-5つの選択肢を2つまたは3つのグループに分けて解答する。
【問題例1】次の国を、位置する大陸ごとにグループ分けしなさい（3グループ）
| ユーラシア大陸（A） | 北アメリカ大陸（B） | アフリカ大陸（C) |
| ------------------- | ------------------- | ---------------- |
|                     | フランス            |                  |
| カナダ              |                     |                  |
| ドイツ              |                     |                  |
| ケニア              |                     |                  |

| ユーラシア大陸（A） | 北アメリカ大陸（B） | アフリカ大陸（C) |
| ------------------- | ------------------- | ---------------- |
| フランス            |                     |                  |
|                     | カナダ              |                  |
| ドイツ              |                     |                  |
|                     |                     | ケニア           |

【問題例2】次の列車を、新幹線の路線ごとにグループ分けしなさい（2グループ）
| 東北新幹線（A） | （中間） | 上越新幹線（B) |
| --------------- | -------- | -------------- |
|                 | はやぶさ |                |
| やまびこ        |          |                |
| とき            |          |                |

| 東北新幹線（A) | 上越新幹線（B) |
| -------------- | -------------- |
| はやぶさ       |                |
| やまびこ       |                |
|                | とき           |

【問題例3】艦船擬人化ゲームで、上坂すみれが声を担当した艦を、作品ごとにグループ分けしなさい（3グループ）
| 艦隊これくしょん（A） | 戦艦少女R（B） | アズールレーン（C） |
| --------------------- | -------------- | ------------------- |
|                       | 蒼龍           |                     |
| サラトガ              |                |                     |
| 響                    |                |                     |
| 吹雪                  |                |                     |
| ウォースパイト        |                |                     |

| 艦隊これくしょん（A） | 戦艦少女R（B） | アズールレーン（C） |
| --------------------- | -------------- | ------------------- |
| 蒼龍                  |                |                     |
|                       |                | サラトガ            |
|                       | 響             |                     |
| 吹雪                  |                |                     |
|                       |                | ウォースパイト      |

グループはA,B（,C）のグループが左から順に並べられており、最初は中央（2グループの場合はAとBの中間、3グループの場合はB）にあるそれぞれの選択肢を右か左にスライドさせてグループ分けを行う。
他人の解答は上の選択肢からどのグループに分けたかが表示される（2グループの問題で中間から移動しないまま決定すると、中間にある選択肢が「・」に置き換わる）。上記の例題の場合、例1の正解は「ABAC」、例2の正解は「AAB」、例3の正解は「ACBAC」となる。
なお、必ずすべてのグループに少なくとも一つの選択肢が入るように設定されている。
順番当てクイズ・一問多答クイズ・線結びクイズ同様に選択肢が変動する問題のほか、グループも変動する問題（4つ以上のグループから3つが選ばれて出題される）がある。

### 画像タッチクイズ
QMA5でビジュアルクイズの一部として登場。
問題領域に表示された画像のうち問題に適合する箇所を直接タッチする。
他人の解答はプレイヤーとタッチした場所が線で結ばれて表示される。正解判定時、正解したプレイヤーのタッチ箇所は「○」、不正解のプレイヤーのタッチ箇所は「×」で表示される。画面にタッチしないで解答したプレイヤーの解答は他のタイピングクイズの問題同様「未解答」で表示される。
【問題例1】この硫酸の分子モデルで酸素はどれ？

赤い球体のどれかをタッチして選べば正解となる。
セレクトクイズに属する他の形式とは違い、「OK」を押さないと解答したことにならない。「OK」を押すまでは解答を修正できる。解答箇所を選んだだけで「OK」を押さないでいるとそのまま時間切れで不正解になってしまう。
【問題例2】これはビートルズですが、ポール・マッカートニーはどれ？

この場合、右から2番目のメンバーをタッチして選べば正解となるが、派生として「ジョン・レノンはどれ？」「ジョージ・ハリスンはどれ？」「リンゴ・スターはどれ？」という問題にすることもできる。
QMA6ではビジュアルクイズは廃止され、今度はセレクトクイズ（セレクト総合）の一部となった。QMA7では個別形式としての選択は不可能だが、セレクト総合の中には入っている。QMA8では個別形式として選べないのはもちろん、自由形式に組み込むこともできず、また、セレクト総合も廃止されたため、サブジャンルとランダム、及びサブジャンルを組み込んだ自由形式でしか出題されない。

### サブジャンル
上記すべての出題形式(画像タッチ含む)の中のサブジャンルで分類された問題に該当する問題（スポーツのランダム1は野球関連の問題、芸能のランダム3は音楽関連の問題、など）の中から1問ごとにランダムで出題される。但し早い者勝ちクイズは出題されない。
各ジャンルによりQMA1ではランダム1-3、QMA2-4まではランダム1-4に分かれていた。
ノンジャンルのランダム1-4は、全ジャンルのランダム1-4から横断的に出題される。詳細はジャンルの節を参照。
QMA5では、従来のランダム1-3はサブジャンルの名称そのもので表され（スポーツ・ランダム1→「野球」、芸能・ランダム3→「音楽」など）、ランダム4は各ジャンルとも「その他」となっている。なお、「その他」以外は主ジャンル名が表示されない（例えばQMA4までのスポーツ・ランダム1は、「スポーツ・野球」でなく単に「野球」となる）。
これに伴い、ノンジャンルのランダム1-4は廃止され、また、総合正解率でもランダム1-4が表示されなくなった。
QMA6ではジャンル変更にともないサブジャンルの数は4つから3つに減った。全てのサブジャンルに固有の名前がつけられるようになったが、アニメ＆ゲーム以外の3つ目はQMA5以前同様ジャンル名に「その他」をつけただけである。また、QMA6では個別形式がなくなったため統合形式と同様に難易度を選べたが、QMA7以降は復活した個別形式と同じ扱いになり難易度を選べなくなった。QMA8でも単独では難易度を選べないが、自由形式に組み込むことができる。

### ランダム
QMA2で登場（QMA1ではジャンルの全ての問題が出題対象となる形式は存在しなかった）。早い者勝ちクイズ以外の上記すべての出題形式の中からサブジャンル関係なく1問ごとにランダムで出題される。
QMA2-4まではサブジャンルの名称がランダム1-4だったため「ランダム5」という名称だった。QMA5で今の名称になった。
ランダムでは、そのジャンルの問題全てが出題範囲となる。つまり、ノンジャンルのランダムは、現在配信されている全ての問題が出題対象となる。
QMA6ではノンジャンル以外はジャンル名＋「ランダム」が形式名となったが、QMA7でただの「ランダム」に戻った。
QMA6・7では難易度を選択できたが、QMA8以降は選択できなくなった。また、QMA8では全国オンライントーナメントの決勝で選べる形式の中で唯一自由形式に組み込むことができなかったが、賢者の扉・天の学舎では組み込めるようになった。

### 早い者勝ちクイズ
QMA8で追加された出題形式。正解が複数ある選択肢のなかから一つを選択する形式。トーナメント（およびそれに準ずる）モードの予選でのみ出題される。
【問題例1】次のうち、九州地方にある県を1つ選びなさい
1.福島県 5.福井県
2.佐賀県 6.滋賀県
3.長野県 7.長崎県
4.福岡県 8.島根県 正解：2,4,7
【問題例2】次のうち、お笑いコンビダウンタウンのメンバーを1つ選びなさい
1.南原清隆 4.木梨憲武
2.石橋貴明 5.内村光良
3.浜田雅功 6.松本人志 正解:3,6
6つもしくは8つ選択肢があるうちから一つ選択するが、選択肢ごとに定員が設定されており、定員を満たし次第選択不能になる（選択肢の番号の下の表示が「満員」となり、×印が付く）が、選択不能の選択肢が増えるごとに残りの選択肢の定員も増え、選択不能の選択肢数が正解選択肢の数より1少ない値に達すると残りの選択肢は定員がなくなる（満員となった選択肢が正解とは限らない）。よって正解選択肢数全てが選択不能になり不正解を強いられることはない。
全国オンライントーナメントの決勝で選ぶことはできず、サブジャンル・ランダムで出題されることもない。自由形式に組み込むこともできない。

### 一方通行クイズ
軌跡の交叉 -Xross Voyage-（以下XV）で追加された出題形式。まず1番の選択肢が表示され、2番以降の選択肢は伏せられている。正解だと思ったら、その選択肢を押し、違うと思ったら、選択肢横の「次」をタッチして次の選択肢を開ける形式。決勝戦で個別形式としての選択はできない。
四択クイズの変形で、次の選択肢を開けた場合、1つ前以前の選択肢を選ぶ事が出来なくなる。解答を選ぶと、全ての選択肢が表示される。
【問題例1】太陽系の惑星で、最も太陽に近いものは？
1.地球　（次）
2.？
3.？
4.？
この状態で、1番の地球を選ぶ（選択肢を押す）か次の選択肢を見る（次を押す）かを選ばなければならない。次の選択肢を開けると、
×.地球
2.火星　（次）
3.？
4.？
この時点で1番の地球はもう選択できず、火星を選ぶか次の選択肢を見るかを選ばなければならない。次の選択肢を開けると、
×.地球
×.火星
3.水星　（次）
4.？
正解は3番の水星なので、これを選べば正解になるが、選ばずに次の選択肢を開けると、
×.地球
×.火星
×.水星
4.金星
この時点で3番が正解だと気付いても戻れないので、4番と答えて不正解（もしくは何も答えず時間切れ）になるしかない。逆に1番や2番を選んだ場合、選択後に表示される全ての選択肢を見て正解が3番だと気付いたとしても、どうする事も出来ない。
この問題例の場合、太陽系の惑星で最も太陽に近いものは水星以外の何物でもないため、水星以外の選択肢はスルーして水星が出たらそれを選べば問題なく正解できるが、例えば「次の太陽系の惑星のうち、太陽に最も近いものは？」という問題文で選択肢が金星、地球、火星、木星（正解：金星）という問題では、3番までに正解の金星が出てももっと太陽に近い水星がまだ見てない選択肢にあると思いスルーしたり、例えば最初に最も遠い木星が出たとして、残りの選択肢は土星、天王星、海王星（地球より大きな惑星）の3つだと判断して選択するなどで不正解になってしまうということも考えられるので、知識だけで必ずしも正解できる保証がなく、確実に正解するためには運も試される形式である（このような出題は見直しの対象とされている）。
【問題例2】広島東洋カープの2019年スローガンは？
1.真赤激！　（次）
2.？
3.？
4.？
この状態で、1番の真赤檄！を選ぶ（選択肢を押す）か次の選択肢を見る（次を押す）かを選ばなければならない。次の選択肢を開けると、
×.真赤激！
2.赤道直火 （次）
3.？
4.？
この時点で1番は選択できず、2番を選ぶか次の選択肢を開ける。次の選択肢を開けると、
×.真赤激！
×.赤道直火
3.力舞吼！　（次）
4.？
これで1番と2番の選択肢は選択できず、3番を選ぶか次の選択肢を開ける。次の選択肢を開けると、
×.真赤激！
×.赤道直火
×.カ舞吼！
4.水金地火木ドッテンカープ　
正解は4番なので、これを選べば正解になる。
この問題例の場合、正解か不正解が判っていて、最終的に4番を選ぶ知識パターン、正解が全く判らずに適当か直感で「次」をタッチして4番まで行ってしまい、仕方なく選択したら正解だったというラッキーパターンのいずれかである。この場合でも「OK」をタッチしなければ無解答で不正解になるので、注意が必要。

### 協力クイズ
QMA7-天の学舎・XVの協力プレー、およびXIVの協力イベントモードでシングルプレイではない場合に出題されるクイズ。

#### ○×多数決クイズ
解答者数の多かった答えがパーティ全体の解答とされ、正解が判定される形式。正解するには半数より多い人数（4人プレイなら3人、3人プレイなら2人、2人プレイなら2人とも）の正解が必要となる（4人で2対2、2人で1対1の場合は自動的に不正解）。時間切れは不正解を選んだ場合と同じ扱いになる。答えを選んだ時点で○、×それぞれを選んだ人数が表示される（誰が選んだのかは表示されない）。

#### 協力文字パネルクイズ
文字パネルクイズの変形で、プレイヤーがそれぞれ1文字を担当して解答するクイズ。自分の解答位置以外は誰がどこを担当しているかは表示されない。2人以下のときは出題されず、3人のときは答えが3文字、4人のときは答えが4文字の問題が出題される。

#### 多答リレークイズ
8つの選択肢の中から、1人ずつ問題文の条件に合致するものを選ぶ一問多答クイズの変形。制限時間は全員で20秒。自分の手順が来ない限り解答できないようになっており（誰が解答中なのかは表示される）、長考すると後続プレイヤーの解答時間が少なくなる（QMA8以降は解答毎に一定量タイムが回復する）。途中で不正解の選択肢を選んだ場合にも正誤判定は行われず、最後のプレイヤーが解答した時点で判定される。QMA7では4人いるときにしか出題されず、正解選択肢も必ず4つだったが、QMA8では3人以上の場合にも出題され、この場合は正解選択肢も3つであることが多い（4つある問題が出題されることもあるので絶対ではない）。

#### 協力スロットクイズ
QMA8で登場。スロットクイズの変形で、協力文字パネルクイズと同様プレイヤーがそれぞれ1文字を担当して解答するクイズ。答えの文字数は参加人数と同じで、2人なら2文字、3人なら3文字、4人なら4文字。自分の解答位置以外は誰がどこを担当しているかは表示されないが、仲間がリールを回している場面は見ることが出来るので、問題文を読んで答えが分からなくても仲間の解答をヒントにすることもできる。OKを押したプレイヤーの文字と自分の担当しているリールは明るく表示される。2人の場合でも出題され、QMA7の時にあった2人だと出題される協力クイズが○×多数決のみという状況は起こらなくなった。

#### 協力一問多答クイズ
XVで登場。多答リレークイズ同様、8つの選択肢の中から、1人ずつ問題文の条件に合致するものを選ぶ。多答リレークイズと違いは、全員が同時に答えを1つだけ選択可能で、OKをタッチするまでは選択肢を修正できる。他のプレイヤーの選択状況は、リアルタイムで選択肢の上に選んだプレイヤーの名前が表示され、OKをタッチしていなければ他のプレイヤーと解答を重複させる事が出来るが、既にOKをタッチして決定した選択肢は選択出来ない（但し、同じ選択肢を2人同時にOKをタッチして選んでしまうと、重複解答で不正解となる。特に制限時間一杯になると起こり易いので注意が必要）。解答に自信があるプレイヤーの1人が正解の選択肢を順番にタッチして、他のプレイヤーに解答を伝える事が出来るのが大きな特徴。

#### 協力線結びクイズ
XVで登場。線結びクイズの変形で、左側の項目がプレイヤーごとに固定され、それに対応する正しい組み合わせを選ぶクイズ。OKを押すまでは選択肢を修正でき、他のプレイヤーがすでに決定した選択肢は決定できない。自信があるプレイヤーがすぐに自分の選択肢を決定することで他のプレイヤー選択肢を減らすことが可能。（担当となった選択肢の）正解を知らないプレイヤーが1人だけなら残りの正解を知っているプレイヤーが全員正解選択肢を選べば知らない1人も残った選択肢を選べば自動的に正解となる。

#### 協力グループ分けクイズ
XVで登場。グループ分けクイズの変形で、各行の選択肢がプレイヤーごとに固定され、それがどのグループに属するかを選ぶクイズ。OKを押すまでは選択肢を修正できる。「グループ分けクイズでは空のグループができる組み合わせは正解にならない」という法則によって自分の選択肢の正解を絞ることも可能。

## 過去に存在した出題カテゴリ

### QMA5に存在したカテゴリ
ビジュアルクイズ
キューブクイズ・エフェクトクイズ・画像タッチクイズをまとめたカテゴリである。

### QMA6,7に存在したカテゴリ
セレクト総合
QMA6で「セレクトクイズ」の名称で登場。○×クイズ・四択クイズ・連想クイズ・画像タッチクイズを統合した出題カテゴリ。初期のQMA6では当カテゴリ内の出題順は○×クイズ→四択クイズ→連想クイズ→画像タッチクイズで固定だった。QMA7でこの名称になり、総合形式として登場（以下同様）。
1つのものを選んで解答を決定する形式（択一問題）をまとめたものである。画像タッチクイズ以外のカテゴリに所属するクイズは当てずっぽうで選択しても、正答できる確率は1/4以上と比較的高い。しかし、引っかけ問題や難問も数多く存在し当たりやすいからといって決して侮れない出題形式である。収録されている問題の絶対数も他のカテゴリと比較して多いとされる。
QMA暁の鐘以降は「基本の形式」として分類されているが、総合形式として選べるわけではない（以下同様）。
パネル総合
QMA6で「パネルクイズ」の名称で登場。並べ替えクイズ・文字パネルクイズ・スロットクイズを統合した出題カテゴリ。
与えられた文字だけで解答を決定する形式をまとめたものである。カテゴリに所属するクイズの共通の特徴として、漢字の正確さや記号の位置などを含めた解答が要求されることが挙げられる。
QMA暁の鐘以降は「中級者向け」として分類されている。
キーボード総合
QMA6で「タイピングクイズ」の名称で登場。タイピングクイズ・エフェクトクイズ・キューブクイズを統合した出題カテゴリ。
QMA7でこの名称になり、総合形式として登場。
キーボードを用いて解答をする形式をまとめたものである。解答は最大で8文字であり、簡単な問題であっても文字の入力に手こずることにより他のプレイヤーとの差をつけられしまい、知識とは無関係な部分でのゲームのやり込み具合による差が生じやすい。
QMA暁の鐘以降は「タイピング系」として分類されている。
マルチセレクト総合
QMA6で「マルチセレクトクイズ」の名称で登場。順番当てクイズ・線結びクイズ・一問多答クイズを統合した出題カテゴリ。
複数の選択肢を選んで解答を決定する形式（多答問題）をまとめたものである。パネルクイズやタイピングクイズのカテゴリと異なり当てずっぽうで正解できる可能性も高いが、いずれの形式もセレクトクイズに属する形式よりは当てずっぽうでの正解が望みづらい。但し、QMA6においてマルチセレクトクイズが登場するのと同時に選択肢の個数を減少させる易化が行われ、大半の問題は当てずっぽうで正解できる確率は1/6ないし1/7となっている。
QMA暁の鐘以降はグループ分けクイズを含めて「上級者向け」として分類されている。

### QMA8-天の学舎まで存在した形式
自由形式
QMA8で追加された出題形式。全国オンライントーナメントの決勝で選択可能な形式のうち、ジャンルが同じものから3形式選び、難易度を選んで出題する形式。全国オンライントーナメントの決勝および店内対戦で選択可能。
必ず選んだ3つの形式の問題から1問ずつ選んだ順に出題される（店内対戦では1問ずつ計3問×2周）。同じ形式を重複して選択したり、違うジャンルから選んだりすることはできない。サブジャンルを選ぶことはできるが、画像タッチ・早い者勝ちクイズは選べない。
QMA8では全国オンライントーナメントの決勝で選択可能な形式であっても例外としてランダムは選べなかったが、賢者の扉以降はランダムも選べるようになった。

### 問題の左上にテロップが入るクイズ
ニュースクイズ
QMA6からQMAXIVまで登場。時事ネタを元にした問題。
当初は普通の問題と特に区別はなされていなかったが、出題された問題で直近で事実の変化があった場合、修正される前か後か、ニュースクイズなのかそうではないのか区別がつかなかったため、問題の左上に「ニュースクイズ」と表示が入るようになった。出題から一定期間が経過するとテロップが外れる。
高校生クイズ
QMA6で日本テレビ系列のクイズ番組『全国高等学校クイズ選手権』とのコラボレーションイベントとして期間限定で登場。高校生クイズの過去の問題が独立した形式でなく、通常の形式のなかでランダムに出題される。
○×、四択、タイピングにのみ存在。
問題の左上に「高校生クイズ」と表示が入る。
EVA
賢者の扉で『ヱヴァンゲリヲン新劇場版:Q』とのコラボレーション企画として期間限定で登場した公式監修問題。左上に「EVA」の表示が入るほか、NERVのロゴが問題文バックに入る。

## アーケードで出題されたことのない出題形式

### 書き取りクイズ
タッチペンで文字を書いて、解答を入力する。
QMADSシリーズのみで出題される形式。下のディスプレイの指定された場所にタッチペンで文字を書いていき、表示される候補から文字を選択して文字を確定させる。これを繰り返して解答を作成する。回答時間は25秒。
記入できる文字種（ひらがな、カタカナ、英数字）は問題によって限定されており、入力欄の左端に「かな」「カナ」「ABC」のいずれかで示されている。なお、似た文字や大きさが違うだけの文字の誤記を避けるため、ひらがな・カタカナ入力の際は小文字、英数入力の際は数字の候補が赤文字で表示されるようになっている。
実質的には「入力方式が違うタイピングクイズ」といえる。実際にタイピングクイズの問題が流用されていたり、アーケード版でタイピングクイズとして出題された問題が復習問題での出題時に書き取りクイズになることがある。なお、エフェクトクイズ・キューブクイズが書き取りとして出題されることはない。
当初はタイピングクイズの代替方式として開発されていたが、タイピングクイズが実現可能となったため、新形式としての収録となった。
QMADS2の統合形式では「タイピングクイズ」に分類される。

### ユニゾンクイズ（超多答）
多数の選択肢から正解に該当するものを制限時間内に4人合計で一定数答える。
ロストファンタリウムの協力モード「賢者の試練」の最終問題として出題される形式。
一度に表示される選択肢は8個または12個で、ページ数は8であるので64個または96個の選択肢がある。
他のプレイヤーが選んだ選択肢は誰が選んだか表示され、選択できなくなる。
規定正解数は25または40だが、正解選択肢はそれ以上あるため、すべての正解を選ぶ必要はない。
不正解を選ぶと一定時間解答不能になる。
【問題例】次の西暦のうち、うるう年を選びなさい
```
  
2004年
　
1958年
　　  
2006年
　
1962年

←
1964年
　
2002年
→　←
1968年
　
1900年
→　…
  
2062年
　
2018年
　　  
2012年
　
2034年

  
2044年
　
2020年
　　  
2000年
　
2012年

　　　1ページ　　　　　　 2ページ
```

1ページを例にとると「2004年」や「1964年」を選択すれば正解となるが、「1958年」を選んでしまうと数秒間選択不能になる。
2ページ目の選択肢「1900年」は4で割り切れるためうるう年のように見えるが、100で割り切れて400では割り切れないため不正解。数秒間選択不能になる。

## ジャンル
QMA6以降、アニメ&ゲーム、スポーツ、芸能、ライフスタイル、社会、文系学問、理系学問、ノンジャンルから成る。オンラインの特性から、時事ものを扱う問題に幅広く対応し、新しい問題を配信できる特性がある。特にQMA6以降では「ニュースクイズ」と銘打って時事問題の投入が強化され、特に「アニメ&ゲーム」「スポーツ」「芸能」「社会」から最新の時事ものを題材として出題する傾向が強い。
基本的に、森羅万象全てが出題対象になりうる。ただしジャンルを問わず、18歳未満禁止、もしくはそれ以上に厳しい年齢制限のある事象（映画・漫画・ゲーム・パチンコなど）については出題されない。
また、「痛ましい事件」に関する出題は、世界史の教科書レベルの大事件でなければなるべく避け、出題する場合もあまり事件の詳細に踏み込まないようにしている。これは、被害者感情を考慮してのことである。
- ゲームなどでは、移植を通じて年齢制限無しのバージョンが発売されていればこの限りではないが、年齢制限に該当する部分は出題されない。ただし、選択式問題の中にハズレ選択肢として登場している問題はある。
- パチンコおよびパチスロに関する問題はQMA1ではアニメ&ゲームとして出題されたが、風営法によりパチンコ店は18歳未満は入店禁止であり、QMA2以降では詳しい問題の出題がなくなった[21]。ただし、酒や煙草などは購入などに法律で年齢制限が定められているが、店などで見ることは誰でもできるので出題される。

以下、断りのない限り、QMA6以降の分類はQMA6以降のサブジャンルの名称、QMA5までの分類はQMA5のサブジャンルの名称に準ずるものとする。また、ジャンル名の後に記されている色はそのジャンルのシンボルカラーである。ジャンルの分割についてはジャンルの担当教師、もしくはカラーを基準とした。

### アニメ&ゲーム（青）
| サブジャンル名 | QMA4までの名称 | 出題内容・備考                                                                           |
| -------------- | -------------- | ---------------------------------------------------------------------------------------- |
| アニメ・特撮   | ランダム1      | TVアニメ・OVA・ヒーローものの特撮番組など                                                |
| 漫画           | ランダム2      | 少年漫画・少女漫画など                                                                   |
| ゲーム         | ランダム3      | 主にビデオゲームやパソコンゲーム等の「電源系ゲーム」                                     |
| その他         | ランダム4      | QMA2で初登場。玩具（工具なども含む）、卓上ゲーム、アニメの主題歌、声優、ライトノベルなど |

QMA3から、麻雀・囲碁などの一般的な遊戯はアニメ&ゲームから雑学（QMA6以降はライフスタイル）に移行された。
| サブジャンル名   | 出題内容・備考                                                                         |
| ---------------- | -------------------------------------------------------------------------------------- |
| アニメ・特撮     | 従来「アニメ&ゲーム その他」での出題だったアニメの主題歌、声優なども含む               |
| 漫画・ノベル     | 「ノベル」はライトノベルを指す                                                         |
| ゲーム・おもちゃ | ビデオゲームやパソコンゲームなどの「電源系ゲーム」、玩具（工具なども含む）、卓上ゲーム |

### スポーツ（赤）
| サブジャンル名 | QMA4までの名称 | 出題内容・備考 |
| -------------- | -------------- | --- |
| 野球           | ランダム1      | ルール・日本プロ野球・MLB・高校野球など                                                                                              |
| サッカー       | ランダム2      | ルール・Jリーグ・海外リーグ（プレミアリーグ・セリエAなど）・ワールドカップなど                                                       |
| 格闘技         | ランダム3      | ボクシング、プロレス、総合格闘技の他、スポーツ新聞では格闘技として扱わない相撲、柔道などを含む                                       |
| その他         | ランダム4      | QMA2で初登場。テニスやゴルフなど野球・サッカー以外の球技、オリンピック（野球・サッカー除く）、陸上、水泳、競馬、モータースポーツなど |

| サブジャンル名 | 出題内容・備考 |
| -------------- | --- |
| 野球           | ルール・日本プロ野球・メジャーリーグ・高校野球など。ソフトボールも稀に出る事がある。                                           |
| サッカー       | ルール・Jリーグ・海外リーグ（プレミアリーグ・セリエAなど）・ワールドカップ・フットサル・女子サッカーなど                       |
| スポーツその他 | 格闘技、テニスやゴルフなど野球・サッカー以外の球技、オリンピック（野球・サッカー除く）、陸上、水泳、競馬、モータースポーツなど |

### 芸能（緑）
| サブジャンル名 | QMA4までの名称 | 出題内容・備考                                                 |
| -------------- | -------------- | -------------------------------------------------------------- |
| TV・CM         | ランダム1      | アナウンサーに関する問題含む                                   |
| 映画           | ランダム2      | ハリウッドの俳優・女優に関する問題含む                         |
| 音楽           | ランダム3      | 邦楽、洋楽の他、童謡・クラシックなどの学問的内容含む           |
| その他         | ランダム4      | QMA2で初登場。お笑い、アイドルなどの芸能人、舞台、古典芸能など |

QMA2から、ファッションは雑学（QMA6以降はライフスタイル）、美術は学問（QMA6以降は文系学問）に移行された。
| サブジャンル名 | 出題内容・備考                                                 |
| -------------- | -------------------------------------------------------------- |
| テレビ・映画   | CM、ハリウッドの俳優・女優に関する問題含む                     |
| 音楽           | 邦楽、洋楽の他、童謡・クラシック等の学問的内容含む             |
| 芸能その他     | お笑い、アイドルなどの芸能人、アナウンサー、舞台、古典芸能など |

### ライフスタイル（雑学・一般知識）（黄）
QMA1では「一般知識」というジャンル名であった。QMA2から、ジャンル名が「一般知識」から「雑学」に変更された。
| ランダム番号 | ゲーム内名称 | バージョン | 出題内容・備考 |
| ------------ | ------------ | ---------- | --- |
| ランダム1    | ランダム1    | QMA1       | 雑学的分野 |
| ランダム1    | ランダム1    | QMA2       | 全ジャンルのあらゆる時事問題（QMA2稼働直前から稼働中の出来事が中心）                                                   |
| ランダム1    | ランダム1    | QMA3・4    | 囲碁・将棋・麻雀・トランプなどの商標を持たない非電源遊戯、ファッション、旅行、鉄道、自動車、ベストセラーや児童書、占い |
| ランダム1    | 趣味         | QMA5       | 囲碁・将棋・麻雀・トランプなどの商標を持たない非電源遊戯、ファッション、旅行、鉄道、自動車、ベストセラーや児童書、占い |
| ランダム2    | ランダム2    | QMA1-4     | 文法、熟語、慣用句、外国語などの学問的内容や流行語や俗語なども含む                                                     |
| ランダム2    | 言葉         | QMA5       | 文法、熟語、慣用句、外国語などの学問的内容や流行語や俗語なども含む                                                     |
| ランダム3    | ランダム3    | QMA1-4     | 料理、暮らし、風習など。動植物に関する問題もあるが、学問（生物学）的内容のものも含まれる                               |
| ランダム3    | 生活         | QMA5       | 料理、暮らし、風習など。動植物に関する問題もあるが、学問（生物学）的内容のものも含まれる                               |
| ランダム4    | ランダム4    | QMA2-4     | 社会、うんちく（政治、経済、軍事、教育他ジャンルに該当しない時事問題など）                                             |
| ランダム4    | その他       | QMA5       | 社会、うんちく（政治、経済、軍事、教育他ジャンルに該当しない時事問題など）                                             |

| サブジャンル名       | 出題内容・備考                                                                                             |
| -------------------- | --- |
| グルメ・生活         | 料理、暮らし、風習                                                                                         |
| ホビー               | 囲碁・将棋・麻雀・トランプなどの商標を持たない非電源遊戯、ファッション、自動車、ベストセラーや児童書、占い |
| ライフスタイルその他 | 言葉のうち雑学的なもの（慣用句・方言・流行語・若者言葉・季節に関する言葉・身近な横文字言葉など）           |

### 社会（橙）
QMA6からの新ジャンル。QMA5までの「雑学」からの派生ジャンルだが、「学問」から移動してきた問題も一部ある。学校の教科のうち地理と公民が主に該当するジャンル。
| サブジャンル名 | 出題内容・備考                       |
| -------------- | ------------------------------------ |
| 地理           | 旅行交通関係は社会その他より出題     |
| 政治・経済     | 政治、経済、軍事、教育など           |
| 社会その他     | 旅行、交通、宗教、哲学、うんちくなど |

神話に関する問題はQMA6の途中で文系学問に移動した。

### 文系学問（藍）
QMA6からの新ジャンル。QMA5までの「学問」からの派生ジャンルだが、「雑学」から移動してきた問題も一部ある。神話に関する問題はQMA6の途中で文系学問その他からの出題となった。
| サブジャンル名 | 出題内容・備考 |
| -------------- | --- |
| 歴史           | 日本史、世界史。文化史は基本的にその文化の種類の問題と同じサブジャンルで出題（例: 文学史は美術・文学、科学史は理系学問の各サブジャンル、音楽史は音楽から出題） |
| 美術・文学     | 詩や俳句なども含む |
| 文系学問その他 | 言葉のうち学問的なもの（漢字・ことわざ・四字熟語・外国語・文法・古文など）                                                                                     |

### 理系学問（学問）（紫）
QMA5までは「学問」というジャンル名であった。
| サブジャンル名 | QMA4までの名称 | 出題内容・備考 |
| -------------- | -------------- | --- |
| 地理           | ランダム1      | 旅行交通関係は「趣味」より出題 |
| 歴史           | ランダム2      | 日本史、世界史。文化史は基本的にその文化の種類の問題と同じ所から出題（例: 文学史は学問その他、科学史は理系、音楽史は音楽から出題） |
| 理系           | ランダム3      | 数学、物理、化学、生物、地学、天文学、情報科学の他に科学史も含む                                                                   |
| その他         | ランダム4      | QMA2で初登場。文学、哲学、美術など。ノーベル賞関係も含む                                                                           |

QMA6から、ジャンル名が「学問」から「理系学問」に変更され、理系学問に該当しない多くの問題は主に新ジャンルの「文系学問」（地理問題は「社会」）に移動した。
| サブジャンル名 | 出題内容・備考                                                                                   |
| -------------- | ------------------------------------------------------------------------------------------------ |
| 物理・化学     | 数学や数字に関する雑学、単位に関する問題、物理学史・化学史・数学史も含む                         |
| 生物           | 農学や農林水産業（獣医学も含む）、医学に関する問題、生物の名称などの雑学的内容や生物史学・医学史 |
| 理系学問その他 | 地学、天文学およびこれらに関する文化史                                                           |

情報科学や実験器具に関する問題は物理・化学と理系学問その他の両方で確認されている。どちらに入るかの基準は不明。

### ノンジャンル（ノンセクション）（白）
上記7つ（QMA5までは5つ）のジャンルからランダムで問題が出題される。ただし、複数ジャンルにまたがるような内容の問題は、それぞれのジャンルでも出題されるものと、ノンジャンルからのみ出題されるものが存在する。
QMA2からジャンル名が「ノンセクション」から「ノンジャンル」に変更された。
| 形式名    | 出題形式   | 出題形式 | 出題形式 | 出題形式 | 出題形式   | 類似形式               |
| --------- | ---------- | -------- | -------- | -------- | ---------- | ---------------------- |
| ランダム1 | ○×         | 四択     | 順番当て | 連想     | タイピング |                        |
| ランダム2 | 四文字言葉 | 並べ替え |          |          |            | QMA6・7のパネル総合    |
| ランダム3 | キューブ   | モザイク | ズーム   |          |            | QMA5のビジュアルクイズ |

| 形式名    | 出題内容              |
| --------- | --------------------- |
| ランダム1 | 各ジャンルのランダム1 |
| ランダム2 | 各ジャンルのランダム2 |
| ランダム3 | 各ジャンルのランダム3 |
| ランダム4 | 各ジャンルのランダム4 |

QMA5でノンジャンルのサブジャンルは廃止された。

## ひっかけ問題
QMA2から、○×・四択・タイピング・文字パネル（四文字言葉）の各形式において、早押しクイズにおける「ひっかけ」が採用された。たとえば、
【例】「ゴジラの愛称で知られる元野球選手は誰?」
というタイピング問題があるとする。この問題の正解は「まついひでき（松井秀喜）」だが、「…野球選手は」のあとウェイトが入り「松井秀喜ですが、…」と、正解が別の物になるパターンが存在する。しかも分岐先は1つだけではなく、例えばこの例題では「赤ゴジラの愛称…」（正解は「しましげのぶ（嶋重宣）」）「リトルの愛称…」（正解は「まついかずお（松井稼頭央）」）は「メガゴジラの愛称…」（正解は「あきひろゆうと（秋広優人）」）といったケースがある。
因みにこの「…ですが」のひっかけはクイズの世界では「パラレル」あるいは「複合並立型」といい、古くは『アップダウンクイズ』から、昨今では『マジカル頭脳パワー!!』での「マジカルシャウト」など、クイズ番組で使われてきた定番の出題方法である。この「パラレル」の見極めができるかどうかが、早押しクイズの鍵となる。
○×・タイピング以外ならば、問題文の最後が「?」で終わっているか否かで、ひっかけの有無を判別できる。「?」が文末についていない場合はまだ問題文が続く（ひっかけである）という目印になる（タイピングの文末は基本的に「答えなさい」で統一されている。○×はもともと?が付かないので、この方法では区別できない）。
問題文が中央揃えで表示されるという仕様を逆手に取り区別できる問題、タイピングクイズにおいてタイプ文字が平仮名か片仮名かという点で分岐の有無や分岐先が区別できる問題、問題文が長く後述の減点開始の時間の相違により分岐が判別できる問題、検定試験のテーマによって分岐先の複数ある問題がテーマによって確定できる問題もある。
【例】「漫画『ときめきトゥナイト』の第1部の主人公である魔界の女の子は？」
という文字パネル形式のクイズがあり、正解は「江藤蘭世」である。この問題は通常第3部の主人公である江藤蘭世と真壁俊の娘は？（正解は真壁愛良）というものと、その弟である狼男の少年は？（正解は江藤鈴世）に分岐し、パネルのセットはこの3つが作れるものが出てくる。この問題はQMA7とQMA9の「ヒロイン検定」で出題されたが、後者の分岐はヒロインというテーマに合わないため、分岐するとすれば前者にしかしない。そのため、この問題はウェイトがかかった瞬間に分岐が確定できる。
後述の通り、残り制限時間によって得点が減点されるため、満点を取るにはひっかけを承知で早い段階で解答しなければならない。

## 静止画・動画を使用した問題
QMA2で静止画像を用いたクイズが初登場。問題文の背景、エフェクトクイズの出題、連想クイズのヒント、四択クイズ・連想クイズ・順番当てクイズの選択肢に使用された。
QMA3では静止画像に加えて、四択クイズ、タイピングクイズの問題文の背景に動画を使用した「動画クイズ」が新たに導入された。「この京都の観光名所はどこ?」「出来上がる料理・製品」「逆再生」「どこへ向かっている?」「この映像が使用されたゲームは何?」「何をしようとしている?」などの問題が追加された。
QMA4では2007年2月28日のバージョンアップで新形式「マルチ動画」が加わった。四択クイズでの選択肢の画像が全て動画であり、この形式でも即答は難しい（TBSの期末特番『オールスター感謝祭』の動画四択クイズとほぼ同じである）。また、QMA3から追加された一問多答クイズでは、QMA3では選択肢に画像は使用されなかったが、QMA4からは選択肢に静止画像が使用されるようになったほか、QMA4初登場の線結びクイズでも静止画像が使用された。
QMA5では静止画像の場所を直接指示して回答する画像タッチクイズの実装が実装された他、○×クイズにおいても動画を使用した二択問題が登場した。
静止画・動画使用開始時期は次の通り。
| 形式                      | 使用領域           | 静止画使用 | 動画使用   |
| ------------------------- | ------------------ | ---------- | ---------- |
| ○×                        | 問題文             | 未使用     | 未使用     |
| ○×                        | 選択肢             | QMA3から   | QMA5から   |
| 四択                      | 問題文             | QMA2から   | QMA3から   |
| 四択                      | 選択肢             | QMA2から   | QMA4から   |
| 連想                      | ヒント             | QMA2から   | 未使用     |
| 連想                      | 選択肢             | QMA2から   | 未使用     |
| 並べ替え                  | 問題文             | QMA2から？ | QMA5から   |
| 文字パネル （四文字言葉） | 問題文             | QMA2から   | QMA5から？ |
| スロット                  | 問題文             | QMA7から   | QMA7から   |
| タイピング                | 問題文             | QMA3から   | QMA3から   |
| エフェクト                | ヒント文（条件文） | QMA2から   | 未使用     |
| 順番当て                  | 問題文             | 未使用     | 未使用     |
| 順番当て                  | 選択肢             | QMA2から   | 未使用     |
| 線結び                    | 問題文             | 未使用     | 未使用     |
| 線結び                    | 左側選択肢         | QMA4から   | 未使用     |
| 線結び                    | 右側選択肢         | 未使用?    | 未使用?    |
| 一問多答                  | 問題文             | 未使用     | 未使用     |
| 一問多答                  | 選択肢             | QMA4から   | 未使用     |
| グループ分け              | 問題文             | 未使用     | 未使用     |
| グループ分け              | グループ           | 未使用     | 未使用     |
| グループ分け              | 選択肢             | 未使用     | 未使用     |
| 画像タッチ                | 問題文             | 未使用     | 未使用     |
| 画像タッチ                | 回答欄             | QMA5から   | 未使用     |

問題文に静止画・動画が使用されている問題は全文表示後問題文がスクロールアウトするため、問題文を見逃した場合、静止画・動画のみで回答することになる。また、静止画・動画問題では引っかけが発生しないため、後述の減点ボーダーは引っかけなしのものが適用される。

## 問題毎の獲得点数
得点の集計方法には以下のパターンがある。
- 100点満点方式

全国オンライントーナメント・店内・サークル内対戦の他、予習・復習・補習、QMA1のイベント、QMA3の個人授業、全国大会（QMA2・3・6）、チームバトルのチーム分けテスト、魔神討伐・魔龍討伐などで用いられる方式。規定時間までに回答した場合、100/（問題数）の最大点を獲得。全部の問題を規定時間以内に正解すれば100点満点となる（トーナメント☆マジバトルでブーストを使った場合は100点を超える）。
- 難易度方式

検定試験・レッスンの実力テスト・協力プレー・全国大会（チームバトルのチーム対抗戦・アカデミーアドベンチャー・バルーンコンテスト・区間賞バトル）で用いられる方式（グリムバスターズ・EVOでは個人成績集計用に活躍スコアとして計算される）。難易度とクイズ形式により最大点が異なる方式で、検定試験などで良い成績を狙うためにはより難しく、より複雑な形式の問題に、より早く正解する必要がある。
- 加速・減速方式

ホウキレースの方式。一定時間での飛距離を競う。クイズに正解すると一定割合で加速し、不正解・20秒経過で減速する。難易度・形式などによる加速・減速の補正はない。
- ゲージ方式

邪神封印戦・マジック☆コロシアム・グリムバスターズの方式。クイズに正解した場合にチームのAP（アクションポイント）が増加し、MAXになると行動が可能になる。
- HP方式

トーナメント☆マジバトルの決勝の方式。正解した早さに応じて相手へのダメージが決定する（最大ダメージは難易度によらず一定）。
QMAシリーズを通して、全ての出題形式において制限時間の中に減点が開始されるボーダーライン（以下減点ボーダー）が設定されており、設定されている秒数を超えるまでは設定されている最大獲得点数を獲得できるが、それ以後は残り時間ぎりぎりで解答した際に獲得できる最低獲得点数に対して比例して少しずつ獲得点数が減点される。減点ボーダーに達すると解答ゲージが緑色から赤色に変わる為、減点ボーダーは「緑ゲージ」と呼ばれる場合が多い。
最低獲得点数
QMA2まで最低獲得点数は階級によらず一律（QMA1:50%、QMA2:70%）であった。QMA3以降は所属組に応じて複数段階の異なる設定がされるようになった（最も厳しい設定の場合、最大獲得点数の30%であり、理論上1セット全問正解にもかかわらず30点しか獲得できない可能性もある）。4人対戦時の最低獲得点数はQMA3ではホストプレイヤー（出題順がトップのプレーヤー）の所属組に依存していたが、QMA4以降では最も緩い組の設定に統一されるようになった。
減点ボーダーの秒数
- QMA1の減点ボーダーは○×、四択、連想（解答時間10秒）が残り8.00秒、その他の形式（解答時間20秒）は16.00秒であった。また、減点開始直後に正解した場合は90%の得点となり、減点ボーダー前後の減点幅が非常に大きかった。
- QMA2の減点ボーダーは出題形式・ひっかけの有無に関わらず残り16.66秒で統一されていた。
- QMA3以降は出題形式により異なる減点ボーダーが設定され、必然的に出題に時間を要するひっかけ問題では減点ボーダーの緩和がされるようになった。各形式のQMA3以降の減点ボーダーは以下の通り。前作と比較（QMA3はQMA2との比較）して早くなっている形式は斜体文字、前作よりも遅くなっているもの太文字で表記する。
  - QMA3の四択・四文字言葉・タイピングの分岐後の減点ボーダーは2通りの設定があった。これは改ページされるか否かで場合分けされており、問題文の長いほうが厳しい状態だったが、QMA4以降は統一された。
- QMATG以降減点ボーダーの次の1/30秒（0.03-0.04秒）で正解した場合でも満点がもらえる。またQMATGでは残り5秒で正解時の得点が最低点の50%になる（予習時は70%）。

| 問題形式                  | 引っかけ     | 改ページ     | QMA3  | QMA4  | QMA5  | QMA6・7 | QMA8  | QMA賢者の扉 | QMA天の学舎- |
| ------------------------- | ------------ | ------------ | ----- | ----- | ----- | ------- | ----- | ----------- | ------------ |
| ○×                        | 無           | 無           | 17.00 | 18.00 | 18.00 | 18.00   | 18.00 | 18.00       | 18.00        |
| ○×                        | 有           | 無           | 16.00 | 17.00 | 17.00 | 17.00   | 17.00 | 17.00       | 17.00        |
| 四択                      | 無           | 無           | 17.00 | 17.49 | 17.49 | 17.49   | 17.49 | 17.49       | 17.49        |
| 四択                      | 有           | 無           | 15.00 | 16.49 | 16.49 | 16.49   | 16.49 | 16.49       | 16.49        |
| 四択                      | 有           | 有           | 16.00 | 16.49 | 16.49 | 16.49   | 16.49 | 16.49       | 16.49        |
| 連想                      | 連想         | 連想         | 16.49 | 17.00 | 17.00 | 17.00   | 17.00 | 17.00       | 17.00        |
| 並べ替え                  | 並べ替え     | 並べ替え     | 17.00 | 17.00 | 17.00 | 17.00   | 17.00 | 17.00       | 17.00        |
| 文字パネル （四文字言葉） | 無           | 無           | 17.00 | 17.00 | 17.00 | 17.00   | 17.00 | 17.00       | 17.00        |
| 文字パネル （四文字言葉） | 有           | 無           | 15.00 | 15.00 | 15.00 | 15.00   | 15.00 | 15.00       | 15.00        |
| 文字パネル （四文字言葉） | 有           | 有           | 16.00 | 15.00 | 15.00 | 15.00   | 15.00 | 15.00       | 15.00        |
| スロット                  | スロット     | スロット     | -     | -     | 16.00 | 17.00   | 17.00 | 17.00       | 17.00        |
| タイピング                | 無           | 無           | 16.00 | 16.00 | 16.00 | 16.00   | 16.00 | 16.00       | 16.00        |
| タイピング                | 有           | 無           | 14.00 | 14.00 | 14.00 | 14.00   | 14.00 | 14.00       | 14.00        |
| タイピング                | 有           | 有           | 15.00 | 14.00 | 14.00 | 14.00   | 14.00 | 14.00       | 14.00        |
| エフェクト                | エフェクト   | エフェクト   | 16.00 | 16.00 | 16.00 | 16.00   | 16.00 | 16.00       | 16.00        |
| キューブ                  | キューブ     | キューブ     | 16.00 | 16.00 | 16.00 | 17.00   | 17.00 | 17.00       | 17.00        |
| 順番当て                  | 順番当て     | 順番当て     | 16.00 | 17.00 | 17.00 | 17.00   | 17.00 | 17.00       | 17.00        |
| 線結び                    | 線結び       | 線結び       | -     | 17.00 | 17.00 | 17.00   | 17.00 | 17.00       | 17.00        |
| 一問多答                  | 一問多答     | 一問多答     | 16.00 | 17.00 | 17.00 | 17.00   | 17.00 | 17.00       | 17.00        |
| グループ分け              | グループ分け | グループ分け | -     | -     | -     | -       | -     | 15.00→17.00 | 17.00        |
| 画像タッチ                | 画像タッチ   | 画像タッチ   | -     | -     | 17.00 | 17.00   | 17.00 | 17.00       | 17.00        |
| 早い者勝ち                | 早い者勝ち   | 早い者勝ち   | -     | -     | -     | -       | 17.00 | 17.00       | 17.00        |

| 問題形式   | 引っかけ   | QMADS      | QMADS2     |
| ---------- | ---------- | ---------- | ---------- |
| タイピング | 無         | 17.00/22秒 | 16.00/22秒 |
| タイピング | 有         | 15.00/22秒 | 14.00/22秒 |
| エフェクト | エフェクト | 16.00/20秒 | 16.00/22秒 |
| キューブ   | キューブ   | 16.00/20秒 | 17.00/22秒 |
| 書き取り   | 無         | 20.00/25秒 | 16.00/25秒 |
| 書き取り   | 有         | 17.00/25秒 | 14.00/25秒 |

## 全国正解率
QMA3以降、問題毎に全国正解率が集計され問題表示領域の右上に表示されるようになり、出題された問題の難易度が概ねわかるようになった。
QMA3では問題出題の時点で表示されていたが、QMA4以降は問題出題の時点では非表示となっている。解答後（QMA4・QMA8-）あるいは正誤判定時（QMA5-QMA7）でないと表示されない（QMA8以降、協力プレーモードにおいて全国正解率を解答前に表示できるお助けアイテム「解析の天秤」が存在する）。そのためQMA3では「正解率が低いから裏をかく」という戦略があったとされるが現在の仕様では（解析の天秤を使わない限り）不可能となっている。
初登場のQMA3と、QMA4以降では集計方法が異なりQMA3では分岐（ひっかけ）が存在する問題（○×クイズ・四択クイズ・四文字言葉クイズ・タイピングクイズ）は分岐前（○×クイズを除く）及び全ての分岐先を全て一纏めにして集計していた。この為、分岐前後で極端に難易度が異なる問題では正確な全国正解率がわかりづらかった。
- 分岐前後で極端に難易度が異なる問題の例
  - 【問題例1-1】タイピングクイズ：日本中央競馬会の略称は「○○○」？○を答えなさい 答：「JRA」
  - 【問題例1-2】タイピングクイズ：日本中央競馬会の略称は「JRA」ですが地方競馬全国協会の略称は「○○○」？○を答えなさい 答：「NAR」

上記の問題は前者と後者の知名度が極端に異なると推定されるがそれにも関わらず、全国正解率がまとめて集計されると正確さを欠くことになる。両者の出題比率を50%：50%と仮定し、それぞれの問題の全国正解率を前者90%、後者10%とすると、表示される全国正解率は「50%」（90×0.5＋10×0.5）となり、プレイヤーにとっては前者の出題時には「思ったより正解率が低い」、後者の出題時には「この問題の正解率が50%もあるなんて信じられない」という感覚を抱く可能性がある。
QMA4以降では独立して全国正解率が集計されるようになり、上記の現象は解消されている。但し、分岐が存在しないものの選択肢が変化して出題される可能性のある一問多答クイズ・線結びクイズ・順番当てクイズ・グループ分けクイズにおいては選択肢の内容に関わらず正解率はまとめて集計されているので、正答が導きやすい選択肢の場合と正答が導きづらい選択肢による出題で全国正解率に齟齬が発生することがある（問題文が全く同じだが、選択肢のグループが異なるため、正解率が大きく異なる問題も存在する）。
全国正解率の集計は一定の条件（サンプル数に上限が設定されている可能性が高いとされるが定かではない）で集計がストップし全国正解率は変動しなくなる。なお、アップデートにより配信された新問はアップデート当日には全国正解率が表示されない。QMA8以降での協力プレイで「解析の天秤」を使用しても「-%」のままである。その代わりにアイテムは消費されない。新作が登場し、旧作の問題が引き継がれた場合の全国正解率の扱いは作品毎に異なり、全国正解率がリセットされる場合と前作の全国正解率がそのまま引き継がれる場合の両方のケースがある。DS版の全国正解率はアーケード版で集計されたものを使用している。
全国正解率は初見正解率ではないのであくまでも目安である。例として初めてその問題が出題された時は答えられなかったプレイヤーが2度目の出題で正解したというケースでも全国正解率が上乗せされ、旧作から存在する問題に関しては一般的な難易度から大きくかけ離れた高い全国正解率が記録されていることもある。
また、検定試験モードにおいても正解率は集計されており検定試験モード専用として初登場した問題が、後にその他のモードでも出題されるようになった際に全国正解率がリセットされないことにより上記と同様の現象が発生する可能性がある（検定試験モードでは出題される問題数に限りがあり同じ問題に遭遇する可能性が高い上に、検定試験モードは「その検定試験のジャンル」を好むプレイヤーがプレイする傾向があるとされ、そのジャンルが好きなプレイヤーにとっては常識であるものの一般のプレイヤーには難問に値する問題が極端に高い全国正解率が集計されることがある。）。
QMA7以降で実装された協力プレーモードにおいて少なくとも協力プレー専用の出題形式では「多答リレークイズ」において全国正解率が表示されないことから全国正解率が集計されていないとされる。（協力○×クイズ・協力文字パネルクイズ・協力スロットクイズ（QMA8で初登場）では全国正解率が表示されるが通常形式として出題される際の全国正解率が使い回されていることが確認されている）。また「多答リレークイズ」に似た形式の「早い者勝ちクイズ」（QMA8のトーナメント予選時に出題。問題文を一部修正した上で使い回されている問題が確認されている）では選べる選択肢に制限がかかることがあり公正さに欠けるものの全国正解率が集計されている。

## ヒント
QMA8以降、「叡智の書」（協力プレーおよびマジック☆コロシアム）・「叡智の魔法」（全国大会チームバトル）・「ヒント☆」（トーナメント☆マジバトル）などを使用した場合に正解の1文字目が与えられたり、選択肢が削除されるなどクイズに対してヒントが与えられる。協力プレーで出題される協力クイズでは使用できない。
| 問題形式     | 効果 | 備考 |
| ------------ | --- | --- |
| ○×           | ○と×それぞれの全国選択率が示される。新問の場合は-が表示されアイテムも消費されない。                                          | |
| 四択         | 不正解の選択肢が二つ消え、その選択肢は選べなくなる。                                                                         | |
| 連想         | 4つのヒントが全部表示、不正解の選択肢が一つ消え、その選択肢は選べなくなる。                                                  | |
| 並べ替え     | 正解の最初の1文字目が示される。                                                                                              | 示された1文字目が赤くなる。 QMA8では示された文字は動かせないが、賢者の扉では動かせるようになった。 |
| 文字パネル   | 使わない文字パネルが3枚(QMA8では2枚)消え、そのパネルは選べなくなる。                                                         | 使用前に選択したパネルの文字はそのまま残る（消えたパネルを使用していた場合も）。 |
| スロット     | 各リールの使わない2文字(QMA8では1文字)が暗転する。                                                                           | 暗転した文字を使う事も出来る。 |
| タイピング   | 正解の最初の2文字（QMA8や答えが2文字の場合、最初の1文字）が示される。正解が1文字の場合は効果がなく、アイテムも消費されない。 | 示された文字は赤くなる。 使用前に入力した規定文字数以降の文字はそのまま残る。 タイピング問題で、答えが2個以上ある複数解答問題の場合、ランダムに選ばれた1つの解答の文字が示される。 QMA8では示された文字を消す事は出来ないが、賢者の扉からは消せるようになった。但し一度消してしまうと、再入力する以外、文字は復活しない。 |
| エフェクト   | 正解の最初の2文字（QMA8や答えが2文字の場合、最初の1文字）が示される。正解が1文字の場合は効果がなく、アイテムも消費されない。 | 示された文字は赤くなる。 使用前に入力した規定文字数以降の文字はそのまま残る。 タイピング問題で、答えが2個以上ある複数解答問題の場合、ランダムに選ばれた1つの解答の文字が示される。 QMA8では示された文字を消す事は出来ないが、賢者の扉からは消せるようになった。但し一度消してしまうと、再入力する以外、文字は復活しない。 |
| キューブ     | 正解の最初の2文字（QMA8や答えが2文字の場合、最初の1文字）が示される。正解が1文字の場合は効果がなく、アイテムも消費されない。 | 示された文字は赤くなる。 使用前に入力した規定文字数以降の文字はそのまま残る。 タイピング問題で、答えが2個以上ある複数解答問題の場合、ランダムに選ばれた1つの解答の文字が示される。 QMA8では示された文字を消す事は出来ないが、賢者の扉からは消せるようになった。但し一度消してしまうと、再入力する以外、文字は復活しない。 |
| 順番当て     | 正解の1番目の選択肢が示され、その選択肢は選択解除できなくなる。                                                              | 使用前に選んだ選択肢はリセットされる。 |
| 線結び       | 正解の組み合わせが1組示され、その組は別の選択肢と結び変えられなくなる。                                                      | 使用前に結んだ線はリセットされる。 |
| 一問多答     | 正解の選択肢が1つ示され、その選択肢は選択解除できなくなる。                                                                  | 使用前に選んだ選択肢はそのまま残る。 |
| グループ分け | 選択肢が3つの場合は1つ、4〜5つの場合は2つの選択肢が正解のグループに移動し、その選択肢は別のグループに移動させられなくなる。  | 使用前に移動させた選択肢は移動しない。 |
| 画像タッチ   | 不正解の一部が示される。 | |
| 早い者勝ち   | 不正解の選択肢が数個消え、その選択肢が選べなくなる。                                                                         | |
| 一方通行     | 不正解の選択肢が1個表示されて消え、その選択肢が飛ばされるようになる。                                                        | |

## 問題点

### 答えが誤っている問題（嘘問）
問題や解答・選択肢の内容に間違いがあるもの。つまり、ゲーム上の正解と事実の間で相違がある問題が数が少ないが存在する。
主な原因としてはデータ入力ミスによるものと、事実関係の変化によるもの（プロスポーツチームの選手移籍など）があるが、特に時事問題においては状況の変化による情報の遅れによって嘘問になってしまうこともある。殆どは定期的なアップデート等で修正される。
問題の中には、外部からの指摘で正解が誤りであることが発覚する問題もある。
- 【例1】「冬季五輪の個人種目で金メダルを獲得した日本の男性選手をフルネームで1人答えなさい」
  - 「かさやゆきお」（笠谷幸生、1972年札幌五輪スキージャンプ70m級）、「しみずひろやす」（清水宏保、1998年長野五輪スピードスケート500m）、「ふなきかずよし」（船木和喜、1998年長野五輪スキージャンプラージヒル）、「にしたにたかふみ」（西谷岳文、長野五輪ショートトラック500m）は2003年のQMA1稼働開始以前のオリンピックで獲得しており、タイムラグの心配はないが、「はにゅうゆづる」（羽生結弦、2014年ソチ五輪フィギュアスケート）はソチ五輪の結果を反映したアップデート前に入れると不正解になってしまう。ちなみに、「こばやしりょうゆう」（小林陵侑、2022年北京五輪スキージャンプ）は文字数オーバーのため回答できない。
  - アップデートされたかどうかはニュースクイズテロップの有無で判断できる場合がある。
- 【例2】「現在の日本の内閣総理大臣は?」という問題がQMA1稼動当初の2003年に作成されたとすると、正解は「小泉純一郎」となる。しかし小泉は2006年9月26日に退陣しており、翌日以降にこの問題が出題された場合「正解の人物を回答したら不正解になる」「正解の人物が選択肢にない」といった現象が発生する。
  - このような場合、正解を修正するという手段も取られるが、時事ものを扱う問題においては「○年×月における…」という風に答えがはっきりわかるように問題文を変更する場合もある。
- 【例3】「軽自動車は黄色ナンバーだが、合法的に白ナンバーにできる方法がある」
  - 以前は「×」が正解だったが、2017年にラグビーワールドカップ2019および、2020年東京オリンピック・パラリンピック開催記念ナンバープレートに交換することで、軽自動車を白ナンバーにするという方法が発表された。よって、正解は「○」となる。

### 問題文や解答を一意に解釈することが不可能な問題（悪問）
悪問については上記の嘘問に重なる部分もあるため、定義が曖昧である。悪問として挙げられる例として、
- 問題文が二通り以上の解釈ができることがあり、解釈によって正解が二つ以上出てしまう可能性があるもの。
  - 【例】鹿苑寺 or 金閣寺
- 問題文に不備がなくても、解答候補の解釈によって正解が二つ以上あるもの（一部の問題ではどちらを答えても正解となる）。
  - 【例】「サッカーのワールドカップで、2回以上優勝した国を1つ答えなさい」と言う問題で「ニシドイツ」とタイピングすると不正解になる（ドイツ統一後、ドイツ代表のワールドカップの優勝は2014年の1回だけである）。
- タイピングクイズ・文字パネルクイズ・エフェクトクイズなどで、解答に人名（特に芸能人・スポーツ選手・漫画家など）を入力する場合、「戸籍上の本名」か、一般に広く知られている「芸名」・「ペンネーム」・「旧姓」・「登録名」・「その他の変名」の、どの名義を入力すればよいか、判断が付きかねるものもある。（文字数が同じ人物の場合は問題文を「～は○○○○？　○の漢字を平仮名で答えなさい」から変えずに両方を正解にできるが、谷の場合、問題文の最後を「～な選手は○○○？　○の漢字を平仮名で答えなさい」から「～な選手は？　フルネームで答えなさい」に変えることで漢字表記での文字数に関わらず谷と田村両方の解答を正解とすることができる。）
  - 【例1】谷亮子（結婚後の本名） or 田村亮子（旧姓）
  - 【例2】星田英利（本名であり現在の芸名） or ほっしゃん。（旧芸名）
- エフェクトクイズで、解答をより詳しく限定させると逆に不正解になってしまうことがある。
  - 【例】写真に映っている動物を答える問題で、正解がペンギンであるのに正確にイワトビペンギンと詳しく解答すると不正解の扱いになる。
- 解答がカタカナで入力する外国語（特に固有名詞）である場合、一部の問題では表記の揺れにも対応し、ある程度の柔軟性を持たせているのもあるが、完全に対応しているわけではないため、日本国内であまり一般的ではない呼称で解答する時に不正解となる場合がある。
  - 【例】「アフガニスタンの首都は?」という問題では「カブール」と答えれば正解であるが、現地の発音により近い「カーブル」と解答すると不正解になる（現在は修正されて「カーブル」でも正解になる）。なお、この呼称に関する詳細はリンク「カーブル」を参照のこと。
- 一問多答クイズでは、正解の数を絞ることができないものや、ネット・文献などで詳しく検証しないと正確な答が判明しないものがみられる。
  - 【例】「次の動物のうち漢字で書くと魚偏の漢字になるものを全て選びなさい」という問題では、選択肢にある「タコ」は殆どの場合、虫偏の「蛸」と書くが、魚偏の「鮹」と書く場合も稀有な例ながらあるので、選択しないと不正解になる、など。